# Juan Prim
Juan Prim y Prats (Reus, 6 de diciembre de 1814-Madrid, 30 de diciembre de 1870), conde de Reus, marqués de los Castillejos y vizconde del Bruch, fue un militar y político liberal español del siglo XIX que llegó a ser presidente del Consejo de Ministros. En su vida militar participó en la primera guerra carlista y en la guerra de África, donde mostró relevantes dotes de mando, valor y temeridad. Tras la Revolución de 1868 se convirtió en uno de los hombres más influyentes en la España del momento, patrocinando la entronización de la Casa de Saboya en la persona de Amadeo I. Murió asesinado poco después.

## Orígenes familiares
Antonio Juan Pablo María Prim Prats nació en Reus el 6 de diciembre de 1814. Su padre fue el notario Pablo Prim y Estapé, a quien las circunstancias bélicas de la época llevaron a ser capitán en la primera legión catalana durante la guerra de la Independencia y, años más tarde, jefe del batallón de Tiradores de Isabel II, en la primera guerra carlista. Su madre era Teresa Prats y Vilanova.
Su infancia y adolescencia las pasa en esta ciudad e indudablemente se vieron influidas por el fuerte carácter de su padre y su segunda profesión de militar, quien combatió a las partidas carlistas en las tierras catalanas.

## Primera guerra carlista (1834-1840)
Ingresó en el ejército en 1834 de la mano de su padre, quien estaba al mando de una de las compañías que se enfrentaban a los carlistas —en la que el joven Prim, con solo diecinueve años, se alistó como soldado— pero que murió al poco víctima de la epidemia de cólera que aquel año asoló al país. La compañía formaba parte del primer batallón isabelino de Cataluña, al mando del capitán general de Cataluña Manuel de Llauder y de Camins, entrando en combate el 7 de agosto de 1834.
Prim no tenía ninguna preparación militar ni procedía de la nobleza, por lo que sus comienzos en la milicia empezaron en los primeros peldaños. Como simple combatiente, desde el primer encuentro con los carlistas, demuestra una intrepidez y valor que le llevan al enfrentamiento cuerpo a cuerpo con el enemigo, empezando a crearse a su alrededor una fama merecida al abatir a varios jefes de partidas. Pocos meses después cambiará su papel, al ser ascendido a oficial, momento a partir del cual, además de seguir dando muestras de valor personal, se convierte en conductor de hombres a los que arrastra al combate.
De esta forma, Prim fue ascendido a teniente el 2 de agosto de 1835, por las victorias obtenidas sobre partidas carlistas, durante la llamada guerra de los Siete Años. Al frente de una compañía tomó Vilamajor del Vallés, localidad defendida por fuerzas carlistas superiores y donde resultó herido.
Durante los dos primeros años Prim comandó cuerpos de voluntarios, de milicianos nacionales que formaban el ejército de complemento, pero en 1838 fue ascendido a capitán «en comisión», lo que le permitió mandar tropas regulares. La toma de San Miguel de Serradell, donde capturó personalmente la bandera del cuarto batallón carlista de Cataluña, hizo que se le concediera la Cruz Laureada de San Fernando de primera clase. Seguidamente asaltó Solsona y logró escalar personalmente el fuerte abriendo las puertas, acción por la que fue ascendido a comandante.
Nuevas muestras de valor y arrojo extraordinarios eran objeto de comentario en todo el país; sus propios soldados le aclamaban. Por una acción extraordinaria en Ager se le ascendió a mayor de batallón y se le encargó el mando en la zona de la línea de Solsona-Castellvell, por la cual pasaban los convoyes de aprovisionamiento carlista. En los combates que sostuvo perdió varias veces el caballo y él mismo resultó herido más de una vez, ganando otra cruz de San Fernando y el grado de coronel.
Al terminar la guerra tenía 26 años, había tomado parte en 35 acciones, conseguido todos los grados en el campo de batalla y su nombre era ya un símbolo de valor.

## El político liberal progresista (1841-1856)

### Entrada en política
El motín de La Granja de San Ildefonso (1836) que obligó a la regente María Cristina de Borbón a promulgar de nuevo la Constitución de 1812 fue el punto de no retorno de la Revolución liberal española, durante la cual los liberales se habían dividido en moderados y progresistas. En 1840 Prim se adhirió a estos últimos, que estaban dirigidos por José María Calatrava y Juan Álvarez Mendizábal. Según el historiador Josep M. Fradera en esta decisión, en un momento en que sus ideas políticas no estaban bien definidas, "pesó mucho su entorno local originario. Reus, [segunda ciudad de Cataluña por aquel entonces y] capital comercial de una zona de agricultura de secano, de vino y frutos secos, era una ciudad de absoluto predominio constitucional cuyo radicalismo se acentuaba por la cercanía, el cerco en ocasiones, de un mundo campesino y de pequeñas poblaciones que se levantaron repetidamente, del lado realista primero, y carlista después".
En 1841 se presentó a diputado por la provincia de Tarragona y obtuvo el escaño. Como se había hecho la paz con los carlistas, los cuerpos voluntarios habían sido disueltos y se dudaba de que los grados de Prim le fueran reconocidos, pero su gran prestigio, superior al de cualquier otro contemporáneo, y el acta de diputado, facilitaron que fuera confirmado como coronel y además el regente Espartero le nombró subinspector de Carabineros de Andalucía.

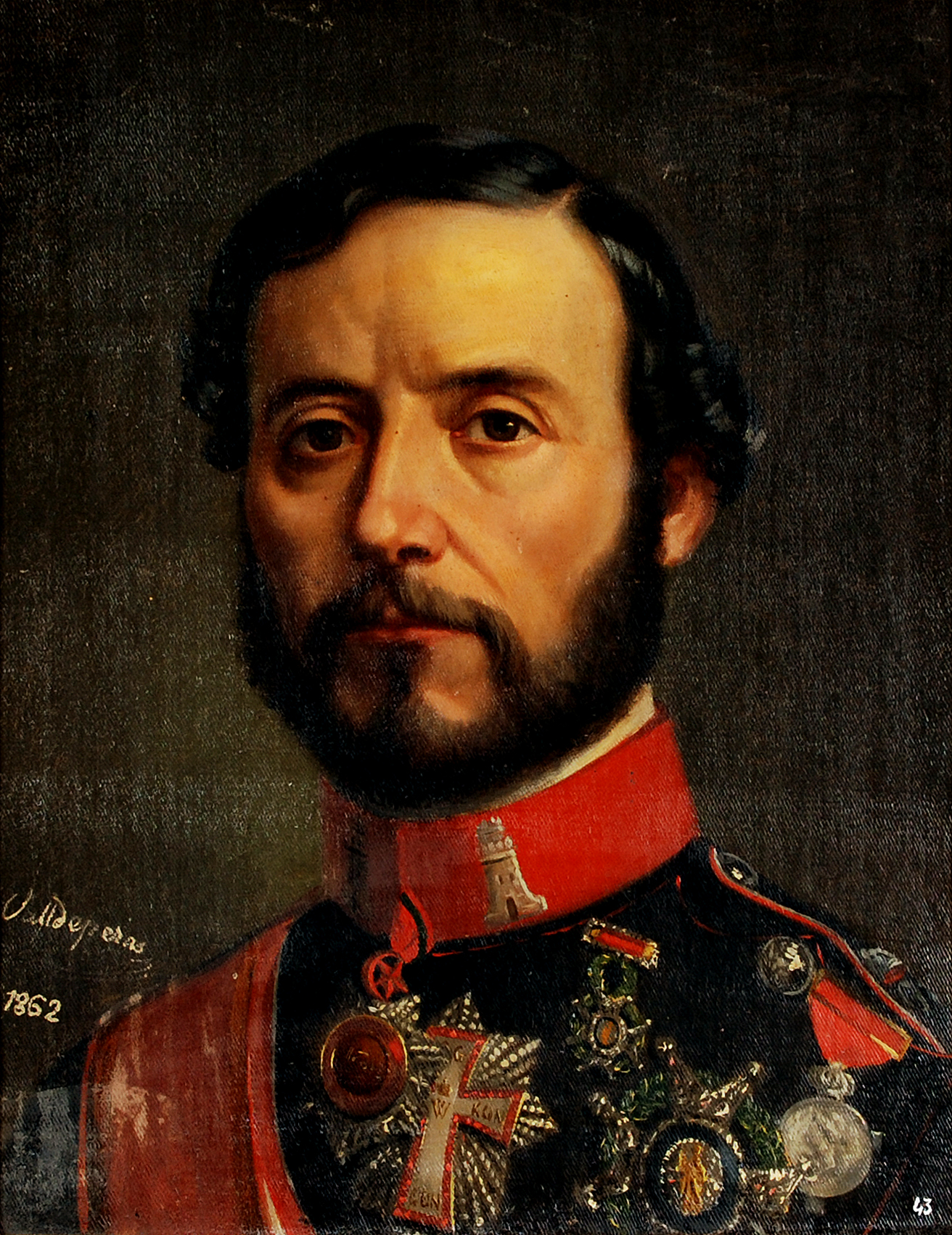
Joan Prim (1862), por Eusebio Valldeperas (Biblioteca Museo Víctor Balaguer).

En este puesto consiguió evitar que los conservadores al mando de Ramón Narváez y partidarios de devolver la regencia a María Cristina, pudieran entrar en España por Gibraltar, y aunque O'Donnell, otro de los líderes conservadores, entró en el Norte hasta Pamplona, tuvo que retirarse.
No obstante Prim se enemistó con Espartero y su gobierno a los que acusó de favorecer los tejidos ingleses al no imponerles fuertes aranceles, lo que suponía  la ruina de la industria textil catalana. Más tarde la sublevación de Barcelona, a la que se atribuyó en España tendencias separatistas, y el consiguiente bombardeo de la ciudad por Espartero, acabó de distanciar a ambos líderes.
Prim protestó en las Cortes por el trato dado a Barcelona en la sesión del 20 de noviembre de 1842 e inmediatamente se marchó a París para evitar las represalias del regente. Allí entró en contacto con los que desde exilio conspiraban contra Espartero y que giraban en torno de María Cristina de Borbón que había fijado allí su residencia desde que tuvo que abandonar España en 1840, y uno de cuyos puntales eran los militares de la Orden Militar Española, encabezada por los generales moderados Leopoldo O'Donnell y Ramón María Narváez. Al poco tiempo Prim regresó a España y volvió a ocupar su escaño en el Congreso de los Diputados, pero el 30 de mayo de 1843 encabezó un levantamiento en Reus contra el regente junto con Lorenzo Milans del Bosch que fue secundado en Barcelona. Sin embargo, las tropas leales a Espartero encabezadas por el general Martín Zurbano tomaron Reus y Prim huyó con quinientos hombres leales a Manresa donde se formó una "Junta Central". Mientras tanto los acontecimientos se precipitaron en el resto de España —el general Serrano desembarcó en Barcelona y el general Narváez en Valencia, confluyendo ambos en Madrid entre el 22 y el 24 de julio— y el regente Espartero se vio obligado a abandonar el país. La intervención de Prim en la caída de Espartero le valió los títulos de conde de Reus y vizconde del Bruch.
Se cuenta que los reusenses increparon a Prim por haberles traído la agitación y consiguiente represión, y el coronel se dirigió a sus conciudadanos y les aseguró que allí mismo donde le increpaban le levantarían una estatua. La plaza Prim, contiene en el centro la estatua ecuestre del militar. En Barcelona, Prim se entrevistó con un emisario de la «Orden Militar Española», lo que le valió nuevos reproches, esta vez de los progresistas. Prim salió hacia la capital, pero los  moderados desembarcaron en Valencia y salieron a marchas forzadas hacia Madrid. El general Narváez llegó a Madrid desde Valencia un día antes que Prim y, ascendido a teniente general, asumió la capitanía general de Madrid. No obstante, Prim fue nombrado brigadier por Francisco Serrano, que en Barcelona había asumido la cartera de Guerra.

### Represión de "la Jamancia"
Tras la salida de Espartero de España, la Junta Central formada en Cataluña no se contentó con un simple cambio en la Jefatura del Estado sino que reclamó el respeto a los objetivos democráticos y de reforma social que habían motivado su insurrección contra el regente. La respuesta del gobierno de Madrid, formado por una coalición de moderados y progresistas, fue nombrar al general Prim gobernador de Barcelona para que acabara con la revuelta «radical» conocida como la Jamancia que estalló a mediados de agosto de 1843 en Barcelona. Prim se enfrentó a la multitud pero tuvo que huir de la ciudad condal para recomponer sus tropas en los alrededores, mientras que otras ciudades catalanas como Sabadell, Gerona, Figueras y su ciudad natal Reus se sumaban a la insurrección —fuera de Cataluña también Zaragoza—. Prim sometió a un asedio terrible a la ciudad de Barcelona durante un mes —de principios de octubre a principios de noviembre— hasta que se rindió. En los meses siguientes fue tomando una a una las ciudades sublevadas: Gerona; Figueras, que no capituló hasta principios de 1844; y su ciudad Reus.
Prim fue el hombre clave en el aplastamiento del movimiento, con episodios de encarnizamiento y crueldad que causaron un fuerte impacto en la opinión catalana... El militar pagó un precio muy alto por ello en sus relaciones con su Cataluña natal, con Reus y con la Barcelona progresista y democrática, con la Cataluña vencida del año 1843.
Parece ser que fue en Barcelona donde pronunció su célebre frase «O caja o faja» (es decir, o la caja para el entierro, o recibir la faja de general), y combatió con energía contra los revolucionarios. Por estas acciones recibió de Serrano el fajín de general.

### Capitán general de Puerto Rico

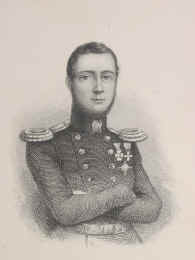
Grabado del general Prim realizado por August Weger hacia 1850.

Poco después volvió a Madrid, pero los moderados lo enviaron como comandante militar a Ceuta, cargo que Prim rehusó, abandonando España. Cuando regresó de París, fue acusado de estar implicado en la llamada «conspiración de los trabucos» que trató de quitar la vida a Narváez y, aunque fue absuelto de los cargos de inducción al asesinato, fue condenado a seis años deportado en las islas Marianas por conspiración. Finalmente fue confinado en Écija, desde donde marchó al extranjero. Según otras versiones empezó a cumplir la condena en el fuerte gaditano de San Sebastián, pero la madre de Prim consiguió que le fuera concedida gracia por Narváez y Prim pudo irse al extranjero.
Narváez dimitió por desacuerdos con el rey consorte y tras un breve gobierno de Istúriz se formó el gobierno de Joaquín Francisco Pacheco, que concedió una amnistía que le permitió a Prim volver a España en 1847. El ministro de la Guerra, Fernández de Córdoba, amigo de Prim, lo nombró capitán general de Puerto Rico, una forma hábil de alejarlo de Madrid. El cargo era una oportunidad para Prim pues se había quedado sin dinero y nada más llegar actuó como un virrey –a su madre le dijo «este será mi Reino»– por lo que impuso una dura represión prescindiendo de las instituciones de la colonia, como lo demostró el caso del bandido José Ignacio Ávila, el Águila, a quien puso en libertad y luego lo fusiló por haber faltado a su palabra de no fugarse y haberle robado el caballo para ello.
En 1848 estalló en la colonia francesa de la isla de Martinica una revuelta de esclavos que pedían la abolición inmediata de la esclavitud, tal como la nueva Asamblea Nacional francesa había proclamado tras el triunfo de la Revolución de 1848. La noticia se extendió por todo el Caribe y Prim tomó una serie de medidas preventivas y promulgó un Código Negro en el que se establecían medidas represivas extremas contra los esclavos y en el que se denigraba desaforadamente a la «raza africana».
El 2 de julio los que se sublevaban fueron los esclavos de la isla de Saint Croix, la pequeña colonia danesa muy cercana a Puerto Rico. Para sofocar la rebelión Prim envió tropas a la isla vecina, que actuaron con gran brutalidad –el cónsul británico de Puerto Rico informó a su gobierno que habían sido ejecutados cuarenta de los esclavos rebeldes–. Prim justificó la invasión como una media indispensable para proteger a Puerto Rico del contagio francés de la Martinica. Por esta acción recibió la condecoración danesa de la Orden de Dannebrog.
Pero el temido contagio se produjo y los dos líderes esclavos que supuestamente estaban preparando una sublevación en las plantaciones azucareras puertorriqueñas fueron fusilados para que sirvieran de escarmiento y el resto de los conjurados recibieron cien azotes. Una nueva supuesta tentativa de rebelión también fue reprimida brutalmente. Todos estos hechos condujeron a que fuera destituido de su cargo en septiembre de 1848 y que tuviera que regresar a la península.

### De nuevo diputado: el defensor de los intereses de Cataluña

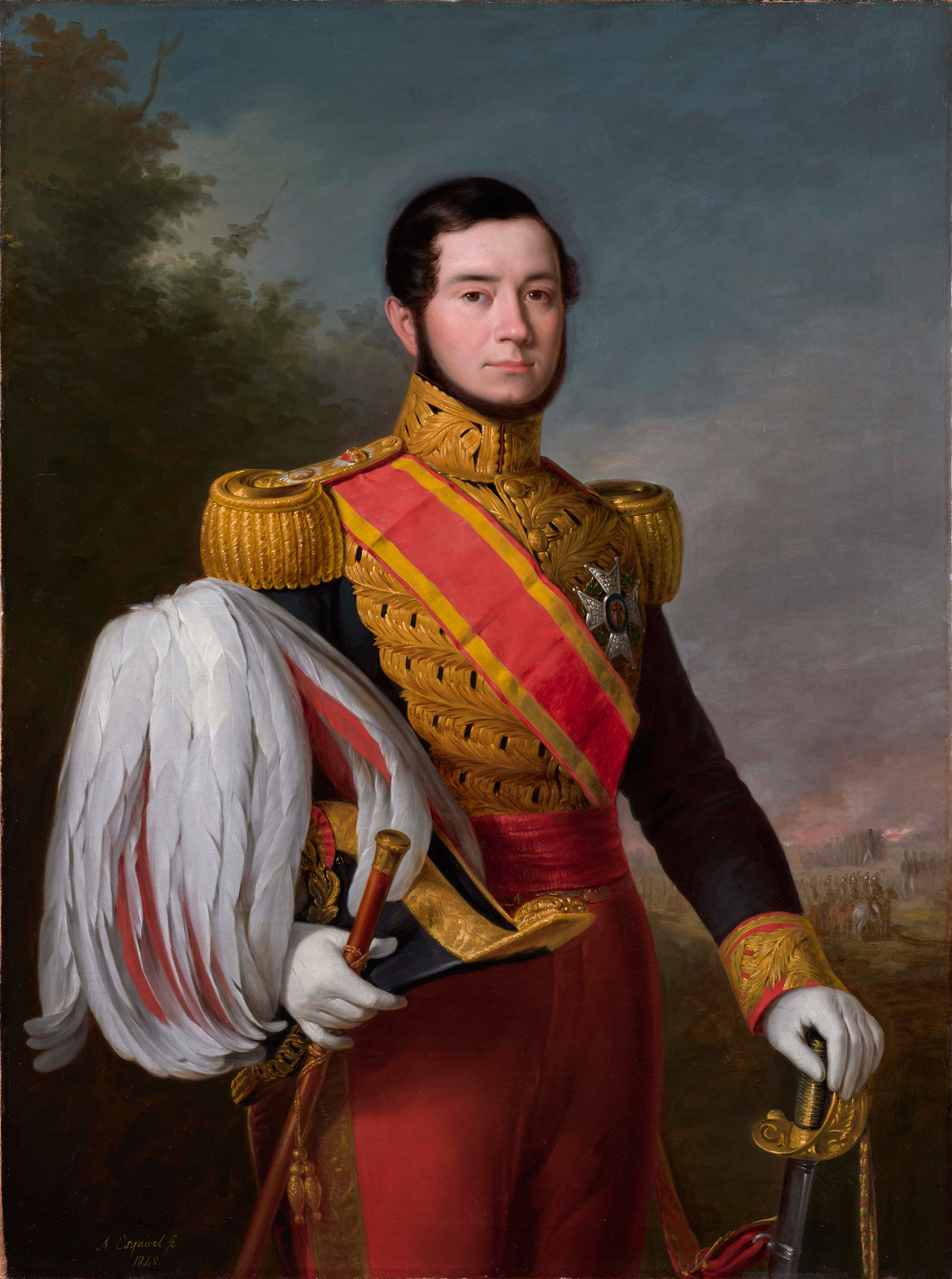
El General Prim, hacia 1849, por Antonio María Esquivel (RABASF, Madrid).

Prim se presentó candidato por varios distritos electorales catalanes en las siguientes elecciones y fue elegido por el de Vich, pero las Cortes fueron disueltas y se convocaron otras nuevas para el 31 de mayo de 1851. Prim volvió a presentarse por Vich, pero el gobierno, incómodo con su posición parlamentaria, le ofreció de nuevo el puesto de capitán general de Puerto Rico, cargo que aceptó; tras las elecciones se anuló este nombramiento.
Prim se quedaba pues sin escaño y sin cargo, pero un diputado progresista que había obtenido su escaño por dos distritos y dejaba libre uno de ellos en Barcelona, ofreció apoyar a Prim para reemplazarlo. Desde que Prim reprimió la rebelión de la Jamancia no gozaba de simpatías en Barcelona, pero prometió rectificar sus errores, ser el campeón del liberalismo progresista, defender los derechos catalanes, especialmente los económicos, y erigirse en máximo defensor de las libertades ciudadanas; el pueblo le creyó y fue elegido, cumpliendo después la palabra dada al golpear con sus discursos de gran talento al gobierno, sin dejar pasar ninguna de las injusticias que se cometían en Cataluña.
Así pues, se convirtió en uno de los defensores del mundo catalán en Madrid. Esto lo demostró sobre todo abogando por una política proteccionista para el "trabajo nacional", es decir, para la industria, que esos momentos solo existía en Cataluña, y criticando con gran dureza la política librecambista del gobierno, al mismo tiempo que reconocía sus errores en la represión de los partidarios de la Junta Central o "centralistas" de 1843. Esto fue lo que dijo en un discurso que pronunció en el Congreso de Diputados en noviembre de 1851:

¿...será que se les guarda rencor [a los catalanes] por el mismo movimiento centralista? Si esto fuera así, ciertamente que mi suposición honraría poco al Gobierno, porque, en primer lugar, debíais haber sido más generosos con aquellos valientes que, después de todo, no hicieron más que exigir el cumplimiento de una palabra que se les había dado en momentos de peligro, por un poder que vosotros habíais reconocido. (...) ¿Hasta cuando hemos de ser tratados como esclavos... Somos o no somos españoles?

Cuando el ministerio de Juan Bravo Murillo disolvió las Cortes y empezó a gobernar por decreto hubo ciertos movimientos militares; por ello el gobierno, que consideraba sospechoso a Prim, expuso la conveniencia de que saliera del país por algún tiempo. Estando en Francia hubo nuevas elecciones y aunque sólo se autorizó el regreso de Prim cinco días antes de éstas, el general fue reelegido por Barcelona, encabezando la oposición en el Parlamento, pero poco después fue nuevamente disuelto y Prim salió de España hacia Francia (1853).

### Turquía y el bienio progresista

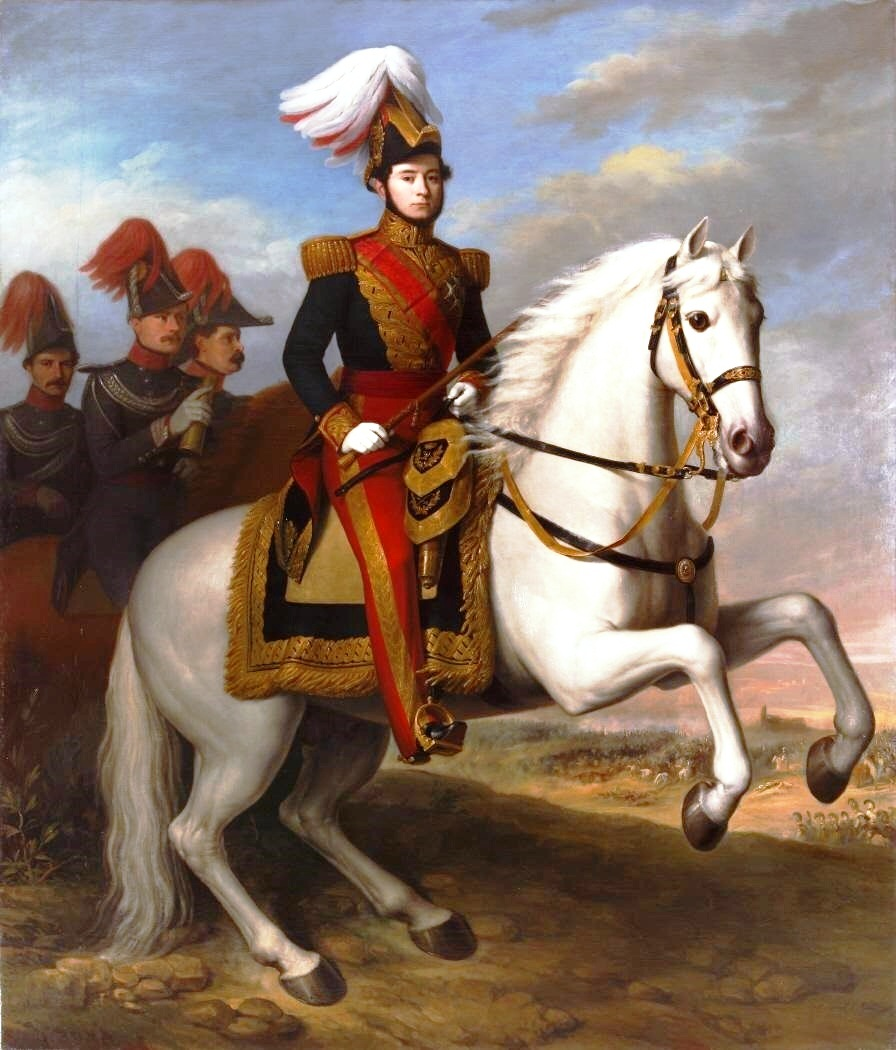
Prim en retrato ecuestre, hacia 1844, por Antonio María Esquivel (Museo del Romanticismo, Madrid).

Estando en París, donde empezó a cortejar a una rica heredera mexicana a pesar de la oposición de su madre, se inició la Guerra de Crimea y Prim consiguió que el ministro de la Guerra, el general Francisco Lersundi Hormaechea le nombrara jefe de la comisión militar que debía informar de las operaciones militares y de los aspectos políticos de aquel conflicto.
En el mismo 1853 desembarcó en Constantinopla y presenció entre otras acciones, el ataque de la isla de Tutrakan, aconsejando allí con gran acierto la colocación de la artillería. En 1854 regresó a Francia pero retornó enseguida al frente turco. El sultán le concedió la condecoración de Medjidie y un sable de honor. Estando en Routschouck supo del victorioso pronunciamiento liberal progresista en España (la Vicalvarada) y regresó apresuradamente a España. O'Donnell y Espartero habían llegado a un acuerdo de colaboración para ejercer el poder pero ninguno deseaba favorecer a Prim, quien decidió presentarse como candidato para las cortes constituyentes. En las elecciones celebradas el 8 de noviembre de 1854, y comprendiendo que los demócratas (republicanos y socialistas) eran una fuerza en ascenso, recogió en sus promesas algunas de sus aspiraciones junto a las de los liberales progresistas. Prim fue elegido pero tuvo escasa intervención en las Cortes, donde destacaba la oratoria de Castelar, y finalmente renunció para ocupar la Capitanía General de Granada con la plaza aneja de Melilla, que estaba siendo periódicamente atacada por kábilas bereberes. Prim se desplazó a la ciudad, donde venció a los kabileños en Cabrerizas y en 1856 ascendió a teniente general.
Poco después O’Donnell llegó al poder en sustitución de Espartero, quien había sido defendido por la Milicia Nacional al mando de Pascual Madoz, que fue derrotada y disuelta, y Prim cesó como capitán general de Granada. No obstante, el general O'Donnell pronto fue obligado a dimitir y la reina volvió a llamar a Narváez de quien esperaba que revocara la ley de desamortización de bienes eclesiásticos votada por las Cortes Constituyentes, como efectivamente hizo.

## En la órbita de la Unión Liberal (1857-1862)

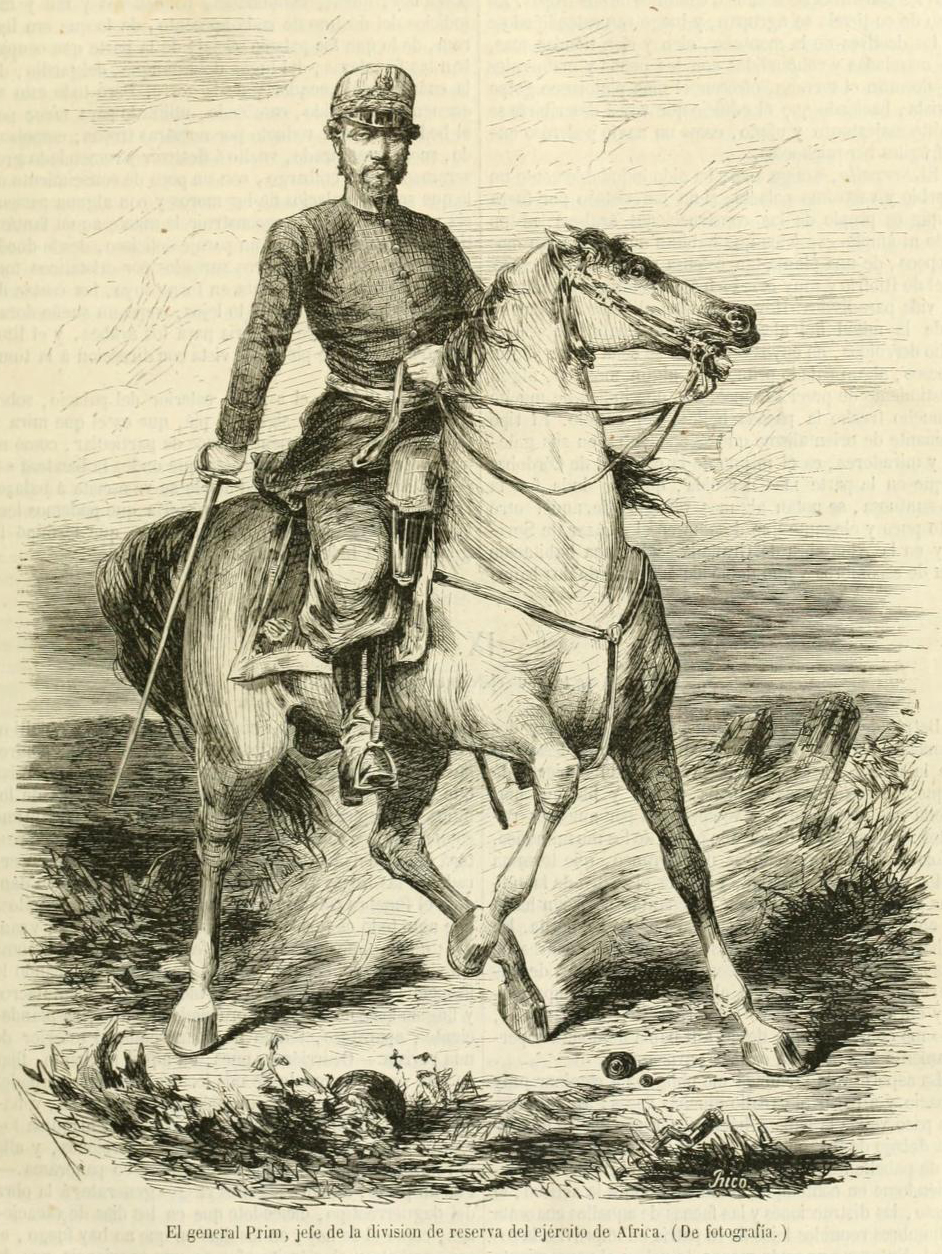
Retrato ecuestre de Prim, en Diario de un testigo de la guerra de África, 1859

La noche del 11 al 12 de enero de 1857 Prim fue detenido acusado de haber alentado las insurrecciones que se habían producido en Barcelona, Valencia y Zaragoza contra el gobierno de Narváez. El consejo de guerra se demoró para evitar que se presentara a las nuevas elecciones y poco antes de estas fue condenado a seis meses de castillo. La pena la cumplió en Alicante y le fue conmutada por destierro en la ciudad bajo palabra de no intentar escapar. A pesar de no poder hacer campaña fue elegido por una mayoría abrumadora por el distrito de Reus. No pudo tomar posesión, y pasados los seis meses el gobierno le concedió licencia para trasladarse a Vichy, en Francia. Narváez caía poco después y tras dos breves gobiernos volvió al poder O'Donnell con su partido recién creado llamado Unión Liberal en la que se integró Prim (1858) dejando temporalmente el Partido Progresista.
Por esta época se planteó la cuestión mexicana; había ciertas reclamaciones españolas pendientes desde la independencia y se habían producido algunos incidentes que costaron la vida a súbditos españoles: Prim se opuso a la guerra, y se le acusó de actuar así por haberse casado con una mexicana llamada Francisca Agüero González, emparentada con el ministro Echevarría, que pertenecía al gobierno de Benito Juárez en Veracruz (los conservadores tenían otro gobierno en la ciudad de México).

### La guerra de Marruecos: el «héroe de Castillejos»

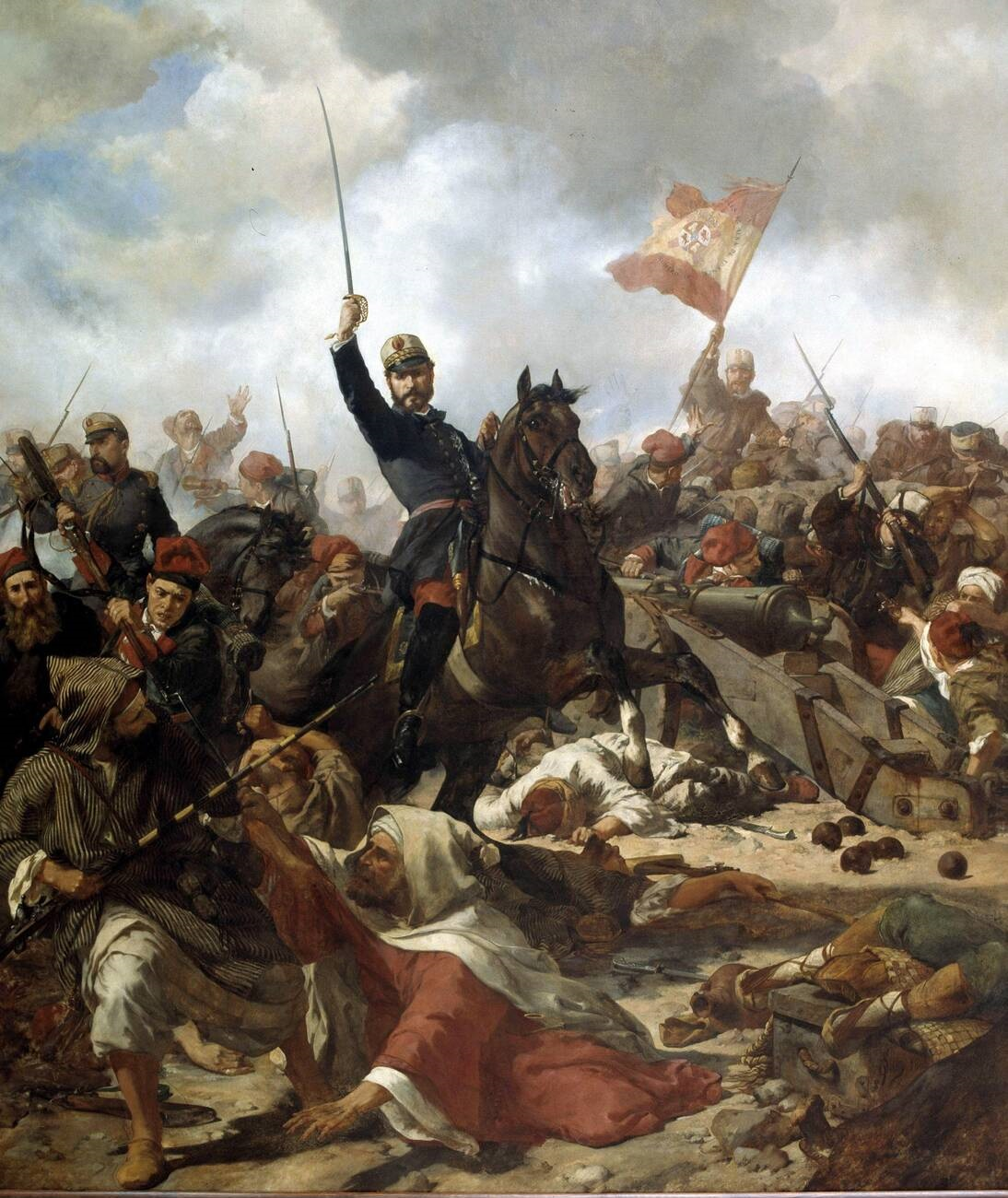
El general Prim en la guerra de África (1865), obra de Francisco Sans Cabot (Palacio de la Capitanía General, Barcelona). La figura de Prim en la guerra de África llegó a ser imagen tópica del reinado de Isabel II. En La corte de los milagros escribió Ramón del Valle-Inclán: «El General Prim caracoleaba en su caballo de naipes en todos los baratillos de estampas litográficas. Teatral Santiago Matamoros, atropella infieles tremolando la jaleada enseña de Castillejos:
—¡Soldados, viva la Reina!».

Otra cuestión candente era la de las cabilas que amenazaban Ceuta y Melilla, especialmente la de Anyera, que cometió ciertos actos hostiles en Ceuta. O'Donnell buscaba un enemigo exterior para distraer la atención de los problemas interiores, y se aprovechó de esta circunstancia. A pesar de que el sultán de Marruecos se avino a dar satisfacciones a las reclamaciones españolas, el gobierno de O'Donnell declaró la guerra a Marruecos el 22 de octubre de 1859.
O'Donnell ni llamó ni informó a Prim sobre los preparativos de la guerra de Marruecos pero después «recapacitó sobre lo peligroso que podía resultar dejar una figura política y militar de tanta proyección en Madrid» y lo nombró jefe de la división de reserva –mientras que los cuatro cuerpos de ejército los mandaban otros generales–.
Para O'Donnell se trataba de una guerra de prestigio para afianzar su gobierno de la Unión Liberal y por eso la presentó como una guerra de reparación de las afrentas sufridas en las plazas norteafricanas, a lo que la sociedad civil respondió con gran entusiasmo, incluida Cataluña, que organizó un batallón de voluntarios pagado por la Diputación Provincial de Barcelona y considerado como los «nuevos almogávares». Por su parte Prim supo aprovechar el apoyo catalán a la guerra para recuperar el prestigio perdido en Cataluña tras la represión de «la Jamància» quince años antes. Así, cuando el batallón de voluntarios catalanes desembarcó en Marruecos a principios de febrero de 1860 para incorporarse al segundo cuerpo de ejército que desde el mes anterior estaba bajo su mando, Prim les arengó en catalán, recordándoles que eran el orgullo de la patria. Prim y estos voluntarios a su mando tendrán un protagonismo decisivo en la toma de Tetuán, momento en el que Prim «alcanzó el punto más alto de su prestigio militar».

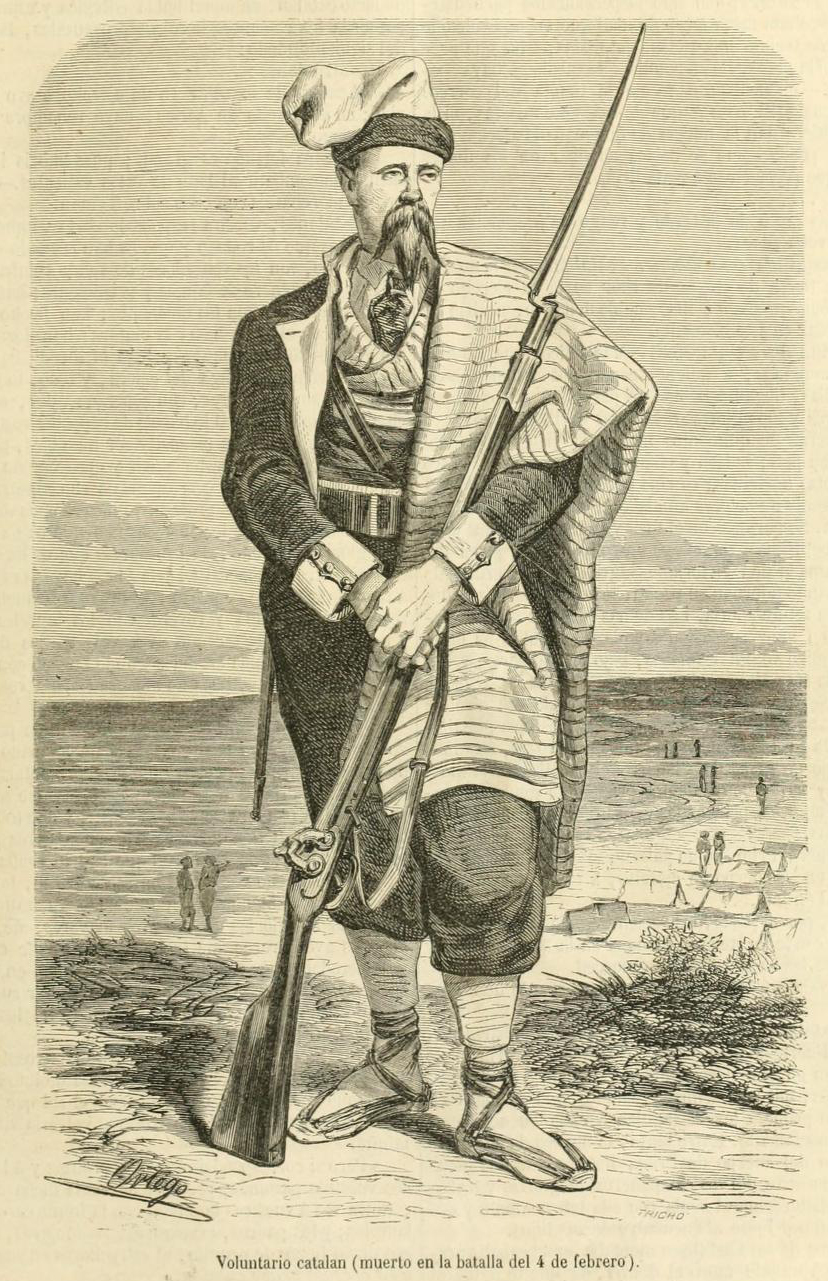
Voluntario catalán con su uniforme, 1859.

En la guerra de Marruecos Prim dio muestras de su valor con avances a pecho descubierto, en inferioridad numérica, en desventajosa posición y con embestidas cuerpo a cuerpo. Destacan los hechos de armas de Castillejos y Wad Ras (cuyos nombres serían años después otorgados a calles de su ciudad natal). Parece ser que Prim fue extraordinariamente sanguinario en Marruecos hasta el punto que durante muchos años se asustaba a los niños marroquíes con la frase «¡Que viene Prim!». Fue Prim quien decidió la suerte de la batalla de Cabo Negrón y en la batalla de Tetuán alcanzó el campamento de Muley Abbas. Tras la firma de la Paz de Tetuán el 26 de abril de 1860, Prim volvió a España y desembarcó en Alicante, recorriendo el trayecto hasta Madrid en loor de multitud.
Pero Prim, en una operación política y de prestigio muy calculada, tardó cuatro meses en ir a Cataluña, mientras sus tropas de voluntarios catalanes eran agasajadas en todas partes. Cuando por fin llegó a Cataluña en septiembre de 1860 entró por la frontera francesa, después de haber pasado un tiempo en París y en el balneario de Vichy, y su recorrido por tierras catalanas se convirtió en un plebiscito hacia su persona. «De un plumazo barrió a los viejos adversarios, así como las antiguas reticencias, y se convirtió en el catalán más popular del siglo». El recibimiento fue apoteósico con arcos de triunfo, nombramientos de hijo adoptivo por diversas ciudades, sables de honor, etcétera. «Los teatros de Barcelona se llenaron con obras que exaltaban las gestas del ejército español en Marruecos, en las que los catalanes al mando de Prim habían jugado un papel tan destacado». El recorrido triunfal culminó en su ciudad natal, Reus, adonde llegó el 14 de octubre, que lo recibió como a su hijo más querido. «Cuando regresó a Madrid a fines de año, Prim ya no era un militar entre los que aspiraban a lo más alto. Estaba en la cumbre, era un héroe popular en el sentido más estricto, había recuperado la relación con sus paisanos».
La reina le otorgó el marquesado de los Castillejos con Grandeza de primera clase. Un grande de España que le hizo notar que eran iguales fue respondido por Prim que él solo era comparable a su antepasado que había ganado la grandeza. Poco después el gobierno nombró a Prim director del Cuerpo de Ingenieros.

### La expedición a México y la ruptura con la Unión Liberal
Aprovechando que la doctrina Monroe estaba en suspenso a causa de que Estados Unidos estaba en plena guerra civil, en 1861 Francia y Gran Bretaña decidieron enviar un ejército a México para deponer al gobierno de Benito Juárez a causa de los supuestos agravios cometidos contra los súbditos de aquellos países, especialmente por su decisión de cancelar el pago de la deuda externa. A esta empresa se sumó el gobierno de O'Donnell que pretendía recuperar la influencia perdida en América por España tras la independencia de las colonias hispanoamericanas veinte años antes. Al frente del cuerpo expedicionario español fue nombrado el general Prim, quien vio en ello una oportunidad de resolver sus aprietos económicos, ya que había dilapidado gran parte de la fortuna de su mujer. Por eso, nada más llegar a México, apoyó la alternativa negociadora propugnada por los británicos, frente a la postura más belicista e intransigente de los franceses, empeñados en acabar con la república mexicana e instaurar la monarquía en la persona de su candidato, Maximiliano de Habsburgo. Para ello contaba con llegar a algún acuerdo con el ministro de Hacienda de Juárez, José González Echeverría, que precisamente era socio de la sociedad Agüero González, origen de la fortuna mexicana de la esposa de Prim.
En el origen de la intervención española estaba el hecho de que Juárez había derrocado al gobierno conservador mexicano de Miramón, al que España reconocía, y una vez en el poder había expulsado al embajador español (1861) y aplazado el pago de la deuda. Inglaterra y Francia, afectadas por idéntica medida, decidieron tomar las aduanas de Veracruz y Tampico para cobrarse la deuda con sus ingresos y España se les unió (Convención de Londres, octubre de 1861). El acuerdo estipulaba que no se incorporaría ningún territorio mexicano. Prim recibió plenos poderes y salió para La Habana, donde al llegar se enteró de que las fuerzas españolas ya habían partido y se habían apoderado de San Juan de Ulúa y Veracruz, aparentemente por decisión del general Serrano, capitán general de Cuba. Aceptadas las excusas que se le ofrecieron por no esperarle, llegó a Veracruz en enero de 1862.
La zona de acampada era insalubre y el llamado «vómito negro» empezó a hacer estragos en las tropas hasta el punto de que una expedición al interior habría sido un desastre. Entonces solicitaron permiso al gobierno mexicano para acampar en Orizaba, más saludable, pero el gobierno de Juárez dejó pasar el tiempo sin acceder ni negar. Al cabo de unos dos meses Prim se entrevistó con su pariente político, el ministro Echevarría, y le exigió libre paso a Orizaba, consiguiendo su objetivo. Una vez establecidas las tropas en Orizaba, Córdoba y Tehuacán se iniciaron las conversaciones para llegar a la firma de los Tratados preliminares de La Soledad (en La Soledad). En este tiempo Napoleón III ya había decidido convertir a México en Imperio con el archiduque Maximiliano como emperador, y envió un mensaje a Prim pidiendo la cooperación de las fuerzas españolas a su mando «para afianzar el orden en el país mexicano».
En la sesión de la Convención de la Soledad del 15 de abril de 1862, el delegado francés anunció el apoyo de su gobierno a los conservadores opuestos a Juárez, y acusó a Prim de querer coronarse él mismo como emperador. Prim refutó estas afirmaciones y ordenó la retirada de sus tropas, y lo mismo hicieron los ingleses. La reina Isabel, que se oponía a la candidatura de Maximiliano al trono mexicano, aprobó esta decisión, contra el parecer del gobierno que quería contentar a Napoleón III. Prim pasó a La Habana y de allí hizo un viaje a Estados Unidos, entrevistándose con el general McClellan, comandante del ejército del Potomac.
Prim era un convencido partidario de la Unión en la guerra civil norteamericana y en su viaje a Estados Unidos, donde visitó Nueva York y Filadelfia, se entrevistó con Lincoln en Washington.
Cuando volvió a España fue muy criticado por miembros del gobierno y por destacados políticos de la Unión Liberal por su decisión de retirar el cuerpo expedicionario de México, lo que unido a que el gobierno de O'Donnell, que ya llevaba en el poder casi cinco años, parecía agotado, le decidió a retornar a la disciplina del partido liberal progresista, a la que nunca había renunciado de manera explícita –como le había confesado a su madre antes de partir a Marruecos: «Yo soy liberal por sangre, por educación, por instinto»–. Poco después se producía la caída del gobierno de O'Donnell.

## La vuelta al progresismo: la espiral conspirativa (1863-1868)

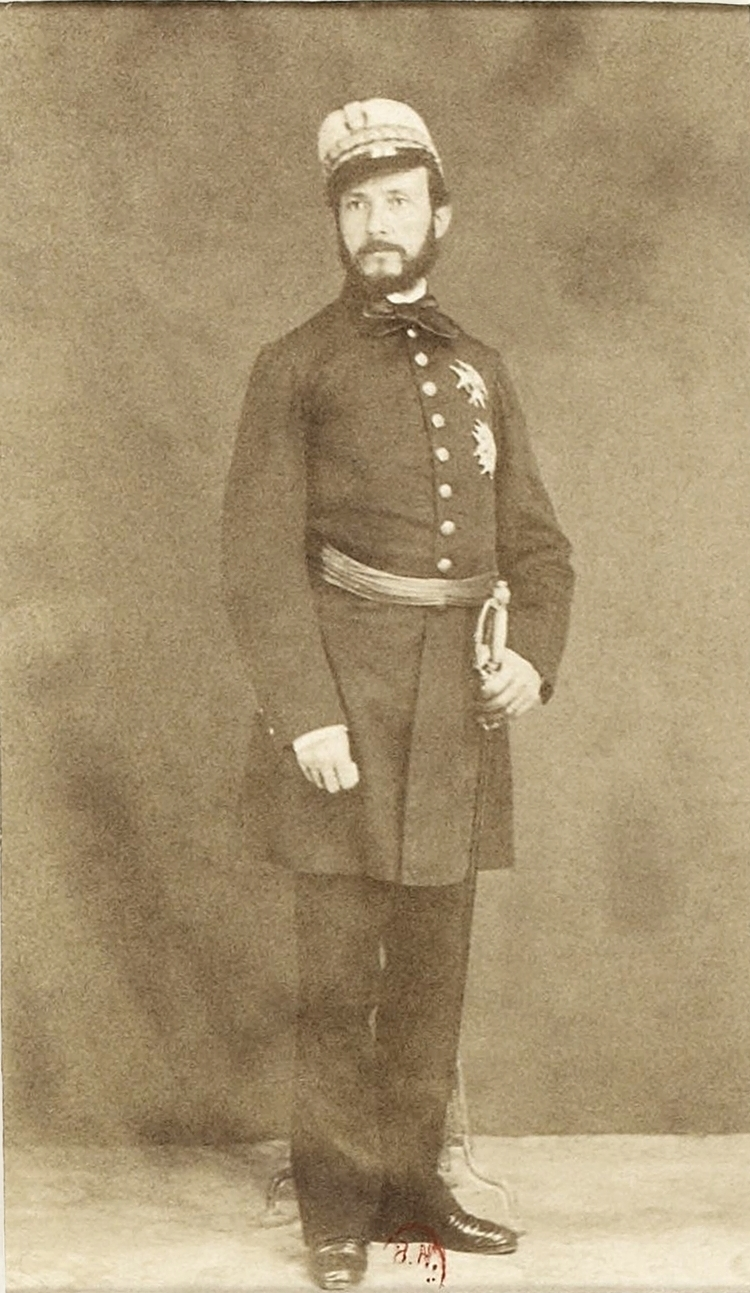
Juan Prim, c.1860.

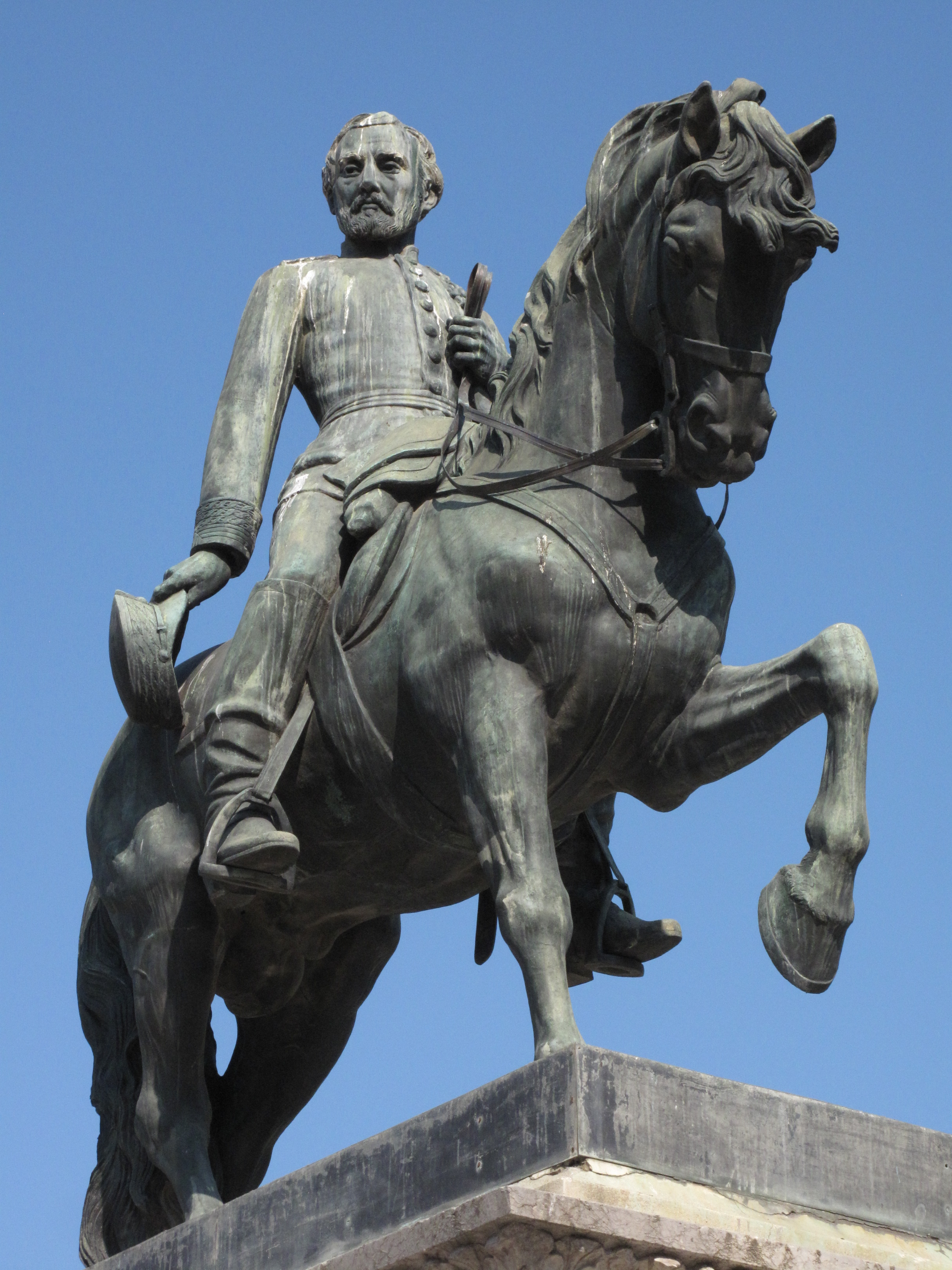
Estatua ecuestre del General Prim en el parque de la Ciudadela de Barcelona

La reintegración de Prim al Partido Progresista no fue fácil a causa de la reticencias que despertaba especialmente entre las bases del partido. Fue clave el apoyo que le prestó Pascual Madoz, uno de los hombres fuertes del partido y líder indiscutido del mismo en Cataluña. En marzo de 1863 hubo una reunión en casa de Salustiano de Olózaga del núcleo dirigente del progresismo en la que Prim explicó su colaboración con O'Donnell y la ruptura con él a causa de la expedición de México. La confirmación de que había vuelto a ser el combativo liberal progresista de antes se produjo con motivo de una sonada intervención contra el líder del moderantismo, el general Narváez el 4 de mayo, además de que retomó la defensa de la industria textil catalana en Madrid.
La decisión del gobierno moderado de restringir seriamente la actividad política –solo podían asistir a las reuniones electorales los ciudadanos con derecho a voto– reforzó la postura de los que dentro del partido progresista defendían la oposición radical al gobierno frente a los que defendían seguir actuando dentro del sistema, a pesar de sus limitaciones, por lo se decidió el retraimiento en las elecciones convocadas para noviembre, es decir, que los progresistas no presentarían candidatos a las mismas. Prim fue el encargado de comunicárselo a la reina. Precisamente, una hija de Prim llamada Isabel, nacida en 1863, fue apadrinada por la propia soberana.
Aunque el partido progresista afirmó al principio que el «retraimiento» no significaba salirse del sistema, en la primavera de 1864 se pasó a la vía insurreccional que protagonizó el general Prim gracias a sus contactos en el ejército y al prestigio que mantenía dentro de él.
Se preparó un golpe para el 6 de junio de 1864 pero una delación lo impidió. Un nuevo intento dos meses después también se frustró por la retirada del coronel al mando del regimiento de Saboya. Enterado el gobierno de estas conspiraciones invitó a Prim a salir de España, y como se negó le fue asignada residencia en Oviedo, si bien pudo regresar poco después porque el nuevo gobierno de Narváez dictó una amnistía. Las nuevas elecciones de finales de 1864 fueron también boicoteadas por los progresistas. En 1865 el gobierno endureció su posición y comenzó a tomar medidas represivas que culminaron en la Noche de San Daniel con una decena de muertos y medio centenar de heridos en Madrid (10 de abril de 1865); desde entonces Prim empezó a conspirar decididamente. Un levantamiento que impulsó en Valencia fracasó. Pasó a Francia y reingresó por Pamplona nuevamente sin éxito por la defección de muchos de los comprometidos.
Vuelto a Francia salió por mar hacia Valencia donde se preparaba un nuevo levantamiento pero también los conjurados se volvieron atrás. En sus viajes clandestinos por España se cuentan diversas anécdotas, no acreditadas, entre ellas una muy célebre en su natal ciudad de Reus, cuenta que se ocultó en una bota de vino en una bodega de un pueblo cercano eludiendo astutamente la búsqueda de sus enemigos. Prim se convertía en mito y el número de leyendas sobre él, auténticas o imaginarias, no paraba de crecer. El gobierno, considerándole su mayor enemigo, envió una orden para que se presentase a la reina, pero Prim, que estaba en París, no la obedeció. La reina Isabel decidió entonces poner fin al gobierno Narváez y llamar a O’Donnell, que una vez en el poder levantó cualquier restricción y amenaza a Prim. Este volvió a España pero no obstante no dejó de conspirar.
En enero de 1866 Prim protagonizó el pronunciamiento de Villarejo de Salvanés que fracasó entre otras razones porque el unionista general Serrano consiguió que no se sumaran los cuarteles de Madrid. Prim consiguió cruzar la frontera de Portugal después de vagar por La Mancha y los montes de Toledo. Esta marcha sorprende por su supuesta falta de estrategia, pues avanzaban sin cuidados, pero también por el escaso celo que mostraban las fuerzas que les perseguían, que probablemente deseaban que salieran del país libremente. Prim entró en Portugal el 20 de enero de 1866, pero poco después fue expulsado y pasó a Londres y de allí a París.
Los continuos fracasos de los pronunciamientos exclusivamente militares llevaron a los progresistas y a Prim a cambiar de estrategia y a buscar el apoyo popular, lo que significaba aliarse con el Partido Demócrata a pesar de que era republicano. Sin embargo, la primera intentona de este tipo iniciada con la sublevación del Cuartel de San Gil en Madrid, y que fue apoyada por elementos civiles en otras partes, especialmente en Cataluña, se saldó con un nuevo fracaso y con una durísima represión gubernamental, que incluyó la ejecución de sesenta militares. La insurrección se inició en Madrid el día 21 de junio de 1866 en el cuartel de San Gil, donde los sargentos apoyaban la rebelión y que con más dificultades de las previstas consiguieron tomar el control. La lucha se desarrolló por Madrid pero el gobierno obtuvo la victoria al anochecer del 22 de junio.
Muchos de los sargentos y cabos (66) fueron fusilados. Prim, que había de ser jefe de gobierno, no llegó a salir de Francia. Poco después el gobierno francés lo expulsó a Suiza. Desde Ginebra convocó una reunión de progresistas en Ostende en agosto de 1866 creándose un comité de acción con progresistas y demócratas, bajo la presidencia de Prim (Comité de Ostende). Las conspiraciones siguieron y un nuevo golpe se planificó para agosto de 1867 también con participación de civiles. Prim salió de Bruselas y el 15 de agosto llegó por mar ante Tarragona y de allí siguió a Valencia. Pero la rebelión no llegó a estallar y tras desembarcar en Marsella el 22 de agosto se presentó en la frontera catalana esperando la ocasión de entrar en territorio español, que no llegó pues aunque hubo combates aislados en Cataluña y Aragón no significaron una alteración del control gubernamental, y poco después regresó a Ginebra. El 4 de septiembre la rebelión estaba concluida. Prim rehuyó entrar en España, como tuvo ocasión de hacer (si bien es verdad que con más dificultades de las previstas) donde las guarniciones estaban dispuestas a sublevarse con su sola presencia; su ausencia había motivado el fracaso. Se llegó a decir que en su maquiavelismo había propiciado el fracaso de su propio movimiento para que la reina, ante la amenaza, llamase al Partido Progresista al poder. Prim tuvo que dejar Suiza, y tras circular por algunos países de Europa, acabó residiendo en Londres.
Según el historiador Josep M. Fradera, la desconcertante actuación de Prim durante la insurrección de agosto de 1867 se explica porque Prim «tenía prioridades que no necesariamente coincidían con lo que las proclamas y manifiestos dirigidos a la nación pregonaban a los cuatro vientos... En pocas palabras: Prim no quería dirigir ni secundar un movimiento de claro protagonismo civil y de contenidos revolucionarios mucho más nítidos que aquellos por los que estaba dispuesto a comprometerse. Sus paisanos le esperaron en vano, pues una vez más antepuso su política desde arriba, la «política fina» [imponer un cambio de gobierno a la Reina], a la lealtad a los suyos. Las imputaciones de traición de los demócratas encontraron tal eco que el propio general se sintió obligado a dar explicaciones, por boca de Manuel Ruiz Zorrilla, en la reunión del centro conspirativo en París».
Poco después moría en su exilio de Biarritz el general O’Donnell y el general Serrano, I duque de la Torre, era nombrado líder de la Unión Liberal y el 23 de abril de 1868 moría también Narváez de una pulmonía. Las desacertadas medidas de su sucesor, Luis González Bravo, favorecieron el paso de numerosos generales y militares a la Unión Liberal. Entre ellos Zabala y el almirante Juan Bautista Topete. Este último defendía un cambio dinástico y la candidatura del duque de Montpensier, pero consultado Prim si los progresistas le aceptarían, la respuesta fue negativa. No obstante Prim obtuvo la neutralidad de Napoleón III en el conflicto interior español y pudo trasladarse a Vichy, pero pronto regresó a Londres. Los contactos con los generales exiliados y los descontentos estaban hechos y la revolución decidida.

## LaGloriosa(1868-1870)

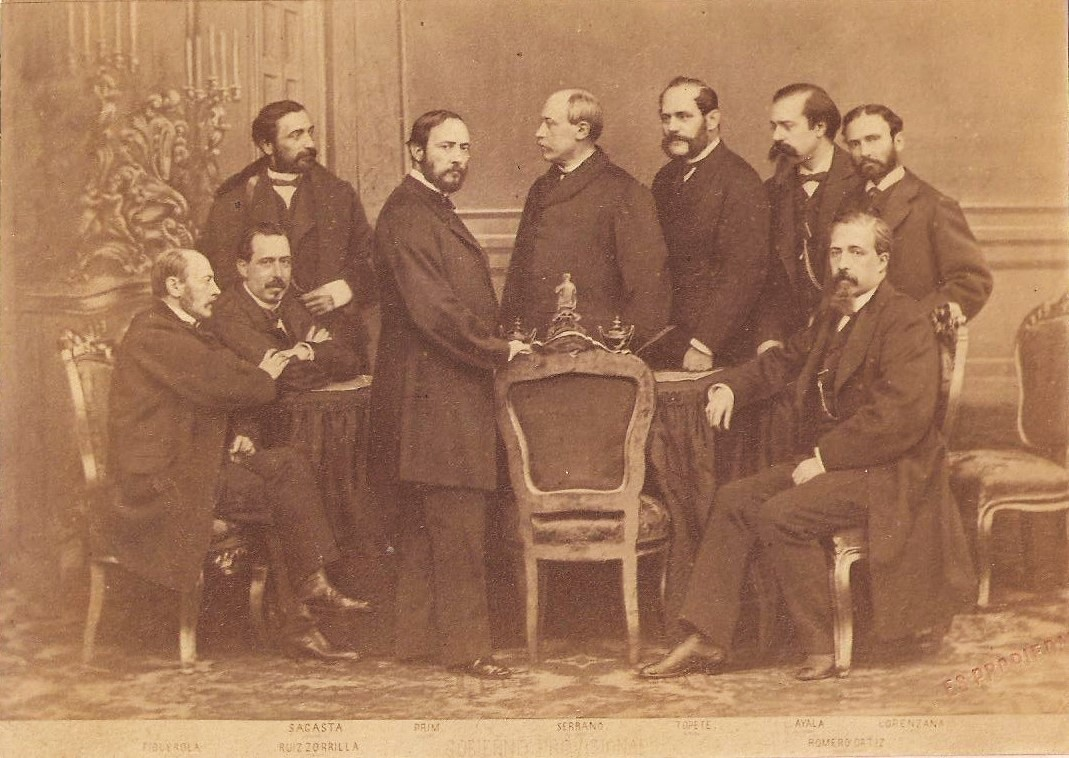
Gobierno Provisional, 1869. De la esquina izquierda: Figuerola, Ruiz Zorrilla, Sagasta, Prim, Serrano, Topete, Adelardo López de Ayala, Lorenzana y Romero Ortiz (foto de J. Laurent).

El 12 de septiembre de 1868 salió Prim de Londres en el vapor Buenaventura, disfrazado como criado de los Sres. Bark, que eran amigos suyos durante su exilio londinense. Llegado a Gibraltar embarcó en el remolcador inglés Adelia (enviando como señuelo la embarcación llamada Alegría) con el cual se trasladó a la fragata Zaragoza, anclada junto a otros buques de la escuadra en Cádiz. El pronunciamiento se efectuaría el siguiente día, 17 de septiembre de 1868. Efectivamente, sublevada la escuadra y secundado el movimiento en Cádiz (día 18) y su provincia (19), Prim desembarcó y fue saludado con vítores. Se formó una junta bajo la presidencia de Topete, con unionistas, progresistas y demócratas en forma paritaria. Luego Prim avanzó por la costa mediterránea sublevando sus ciudades: el 23 Málaga, el 25 Almería, el 26 Cartagena; el 2 de octubre, Valencia y el 3 Barcelona donde fue recibido con gran alborozo.
Cerca de allí el general Blas Pierrad, Anselmo Clavé, José María Orense y Mariano Rossell habían proclamado la república en Figueras, y el día 1 había entrado en Barcelona el general progresista Baldrich. Prim llevaba una corona en su gorra y se le empezó a pedir que se la quitara, pero Prim dijo en catalán a sus compatriotas otra frase célebre que aún se usa: «Catalans, voleu córrer massa; no correu tant que podríeu ensopegar» («Catalanes, queréis correr demasiado; no corráis tanto que podríais tropezaros»). Finalmente Prim cedió a las presiones, se sacó la gorra y acabó gritando en catalán «¡Abajo los Borbones!». De Barcelona pasó a Reus y de allí a Madrid donde hizo una entrada triunfal como nunca antes vista.
Al día siguiente recibió la cartera de Estado en el gobierno provisional, del que Prim era el juez. En las elecciones de enero de 1869 los progresistas en alianza con los demócratas moderados obtuvieron 160 diputados; 65 la Unión Liberal; 60 los republicanos; y 30 los carlistas. Así Prim, como el líder progresista, volvía a quedar como referencia decisiva. El nombramiento de jefe de gobierno debía contar con su beneplácito y la Constitución fue aprobada aceptando la forma monárquica por decisión de Prim. El nombramiento de Serrano como regente, sin poder efectivo, eliminó su más directo rival. Serrano nombró a Prim jefe de gobierno y Prim se reservó en el gabinete además de la presidencia, la cartera de Guerra, nombrando ministros unionistas y progresistas por igual.

### Cuba
Propuso Prim la independencia de Cuba si así lo decidía el pueblo cubano en referéndum, una amnistía para los patriotas cubanos, y una compensación a España garantizada por Estados Unidos. El proyecto, que hubiera saneado la Hacienda, encontró fuerte oposición y nunca se llevó a cabo. No obstante, cuando se planteó como salida al problema cubano la posible venta de la provincia a los Estados Unidos, Prim respondió tajantemente: «La isla de Cuba no se vende, porque su venta sería la deshonra de España, y a España se la vence, pero no se la deshonra».

### A la búsqueda de un rey: Amadeo I

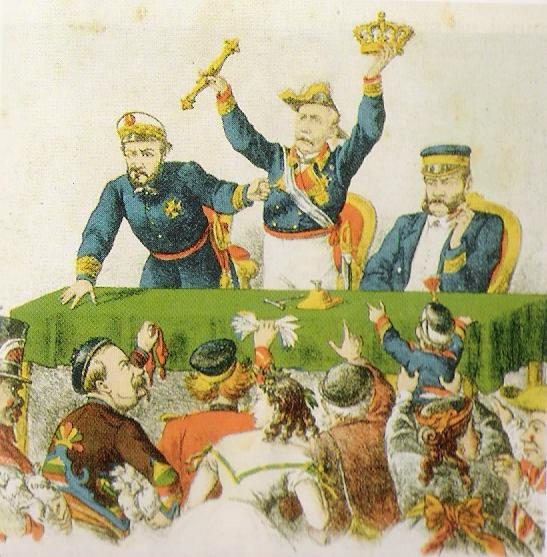
Prim, Serrano y Topete subastan la Corona española, revista La Flaca (1869).

Los progresistas proponían la candidatura al trono de Fernando de Coburgo, padre del rey portugués Luis I, mientras los unionistas proponían al duque de Montpensier. La candidatura de Fernando fracasó por su matrimonio morganático con una cantante de ópera y la oposición del príncipe a que pudieran unirse las coronas de España y Portugal (sueño último de buena parte de sus partidarios). La candidatura de Montpensier, a propuesta de Serrano y Topete, fue rechazada enérgicamente por Prim que además propuso excluir del trono a todas las ramas de los Borbones. Prim ofreció la corona al duque de Aosta, segundo hijo de Víctor Manuel II de Italia, y a Leopoldo de Hohenzollern-Sigmaringen, que rechazaron la oferta. Entonces Prim ofreció la corona a un sobrino del rey de Italia, el joven duque de Génova, y contó con el apoyo de Topete a cambio de prometerle que el rey se casaría con una de las hijas de Montpensier. La candidatura fue votada en Cortes obteniendo 128 votos contra 52. Pero el duque de Génova finalmente rechazó el trono.
Prim ofreció la corona a Espartero, duque de la Victoria, a sabiendas de que la rechazaría, como así ocurrió finalmente. Se volvió a insistir con el príncipe de Hohenzollern que finalmente aceptó si era votado por dos tercios de las Cortes (Prim había hecho aprobar una ley que requería mayoría absoluta, pero el príncipe aun la consideró insuficiente) pero, por un error, la aceptación del príncipe llegó cuando ya las cortes habían cerrado. Además, al saberse que la candidatura prusiana cogía fuerza, la oposición internacional de Napoleón III hizo que el príncipe no renovara su aceptación y renunciara a la candidatura, aunque esto no evitó la guerra franco-prusiana que a continuación estallaría.
Entonces Prim volvió a ofrecer la corona a Amadeo, duque de Aosta, quien puso como condición la conformidad de las principales potencias europeas, y conseguida esta, finalmente aceptó. El 26 de noviembre de 1870 Amadeo (conocido generalmente como Amadeo de Saboya) era elegido por 191 votos como rey (Amadeo I) y el 27 de diciembre salió hacia España. Ese mismo día el general Prim era víctima de un atentado en Madrid.

## Atentado y muerte
El general Prim murió el 30 de diciembre de 1870 a causa de las heridas infectadas que le causó un atentado que sufrió tres días antes. En 2012, la Comisión Prim de Investigación, formada por expertos de la Universidad Camilo José Cela, estudió el cuerpo embalsamado y dictaminó que los surcos y marcas en el cuello de la víctima eran "compatibles" con un posible estrangulamiento a lazo. Posteriormente, esta universidad se desvinculó del proyecto, por su carácter conflictivo, ya que se firmó un acuerdo de confidencialidad con las fotos del cuerpo que terminaron saliendo a la luz. Una segunda autopsia de la momia de Prim —llevada a cabo por la Universidad Complutense de Madrid— dictaminó en diciembre de 2013 que los surcos del cuello —que aparecen igualmente en los gemelos— fueron causados por la presión de las ropas, descartando el estrangulamiento. No obstante, dicho estudio fue criticado por el periodista Francisco Pérez Abellán por su falta de rigor y de pruebas documentales que defendieran dicha tesis, contraria a la de la Universidad Camilo José Cela.

### Estancia en el Parlamento

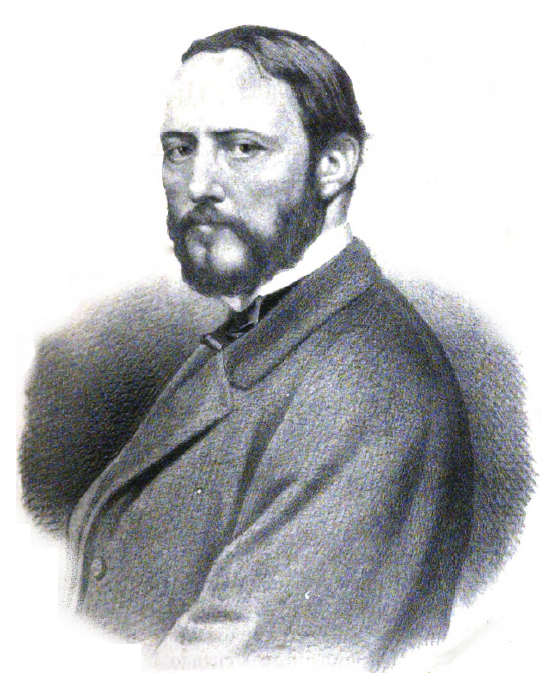
Prim, presidente del gobierno, en 1869

El día 26 de diciembre, Bernardo García, director del periódico «La Discusión», se presentó en casa de Ricardo Muñiz Viglietti, diputado y amigo de Prim, y le advirtió de que algo muy grave iba a sucederle a Prim de manos de unos hombres de los que llevaba una lista de diez, encabezados por el diputado José Paúl y Angulo. Muñiz informó a Prim, que ordenó que se informase al gobernador civil de Madrid, Ignacio Rojo Arias.
En aquel momento ni el gobernador civil de Madrid ni el ministro de la Gobernación le pusieron protección.
Un día después, el 27 de diciembre,Prim comenzó su jornada en su despacho del Palacio de Buenavista, en la glorieta de Cibeles. Ese día almorzó con Ricardo Muñiz.
A la entrada del Congreso, en la puerta de la calle Floridablanca, Bernardo García le dijo a Muñiz "De la lista de ayer solo han apresado a uno. Haga que prendan a los restantes". Muñiz se lo dijo a Prim, que volvió a indicar que se lo dijera al gobernador civil de Madrid.
Ese día en el Congreso se votaba la dotación económica de la nueva Casa Real. Finalmente, se votó favorablemente la asignación prevista para el nuevo monarca.
Antes del salir del Congreso, charló con algunos diputados. Miguel Morayta Sagrario le rogó que asistiese esa noche a la fonda Las Cuatro Estaciones, en la calle del Arenal, donde la logia a la que pertenecían ambos iba a celebrar el San Juan de invierno. Prim le dijo que llegaría a los postres, porque quería cenar con su familia. El diputado García López le rogó que no recorriera el trayecto habitual por el que solía llegar a su casa, atravesando la calle del Turco (hoy del Marqués de Cubas), pero él desoyó el consejo. De todos modos se sabe que, de no haber cogido el camino habitual, habrían atentado contra él en la calle del Barquillo, esquina con Alcalá; y, si hubiese decidido cenar con la logia masónica en Arenal, lo habrían intentado en la calle de Cedaceros.
Aquella noche nevaba de forma intensa. El cochero acercó la berlina a la puerta del Congreso. En uno de los lados de la puerta, junto a un brasero, había dos agentes del orden público y dos paisanos, uno de los cuales era Montesinos, de la banda de Paúl y Angulo, que al reconocer a Prim se marchó. Al parecer, avisaría a los criminales de la salida del presidente del Congreso.
En el momento en que Prim se iba a subir a la berlina se le acercaron Práxedes Mateo Sagasta, ministro de la Gobernación, y Feliciano Herreros de Tejada. Prim les invitó a subir y subieron pero luego se bajaron, argumentando que habían recordado algo urgente.

### El atentado

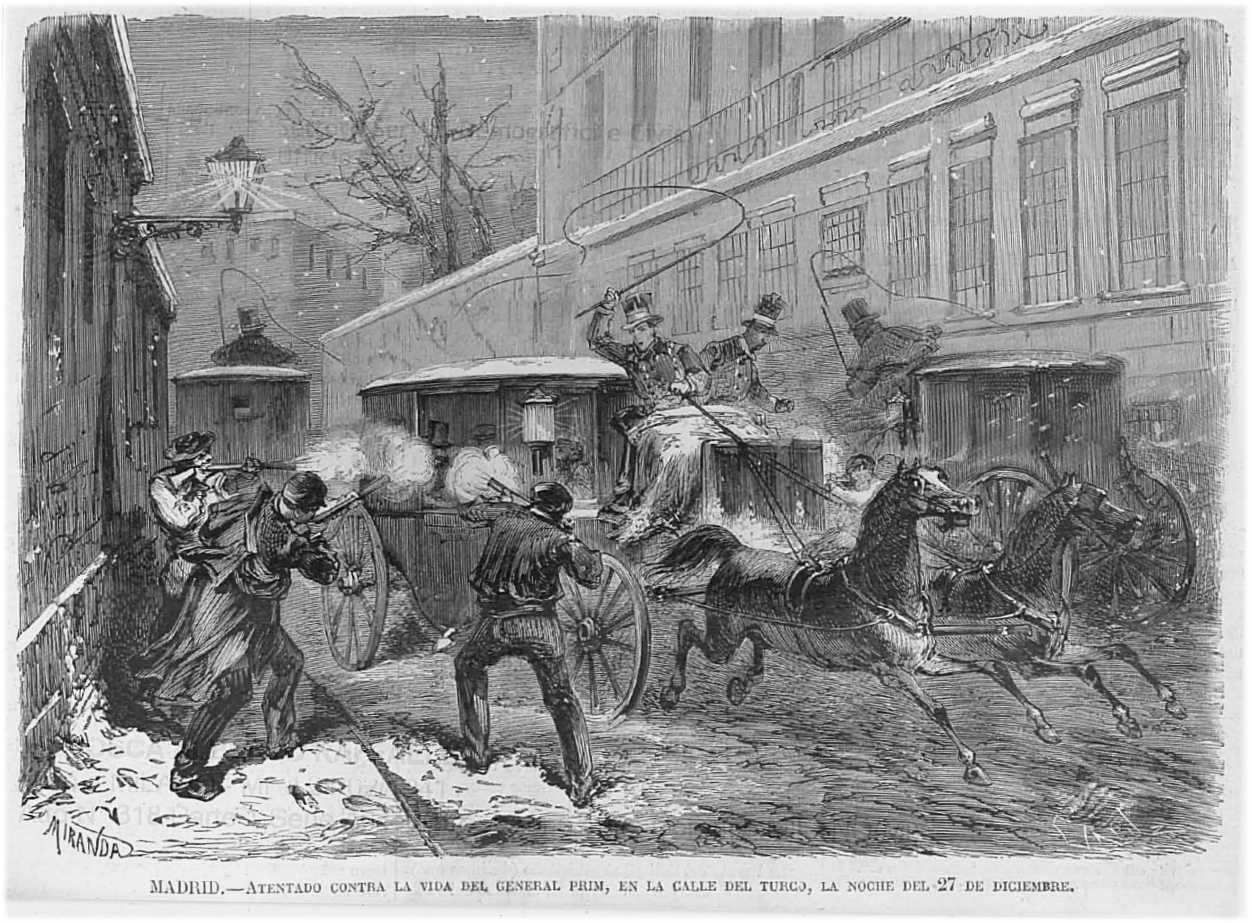
Atentado contra la vida del general Juan Prim en la calle del Turco, la noche del 27 de diciembre de 1870.

Prim iba en el carruaje con sus dos asistentes: Juan José González-Nandín Ágreda y el coronel de infantería José Francisco Moya.
Los asesinos se comunicaban con silbidos.
Al llegar a unos metros de la esquina con la calle Alcalá, el carruaje se detuvo con un brusco frenazo. Dos coches de caballos se cruzaban cortándole el paso, y un tercero se situaba detrás. El coche se vio rodeado, de pronto, por doce personas. Estaban escondidas en los coches, y en una taberna con entrada por la calle Alcalá y salida por la calle del Turco. Se realizaron tres disparos por el lado izquierdo y tres por el derecho.
Prim recibió un disparo en el hombro izquierdo, otro en el codo, y un tercero en el dedo anular de la mano derecha. González-Nandín fue herido en la mano derecha.

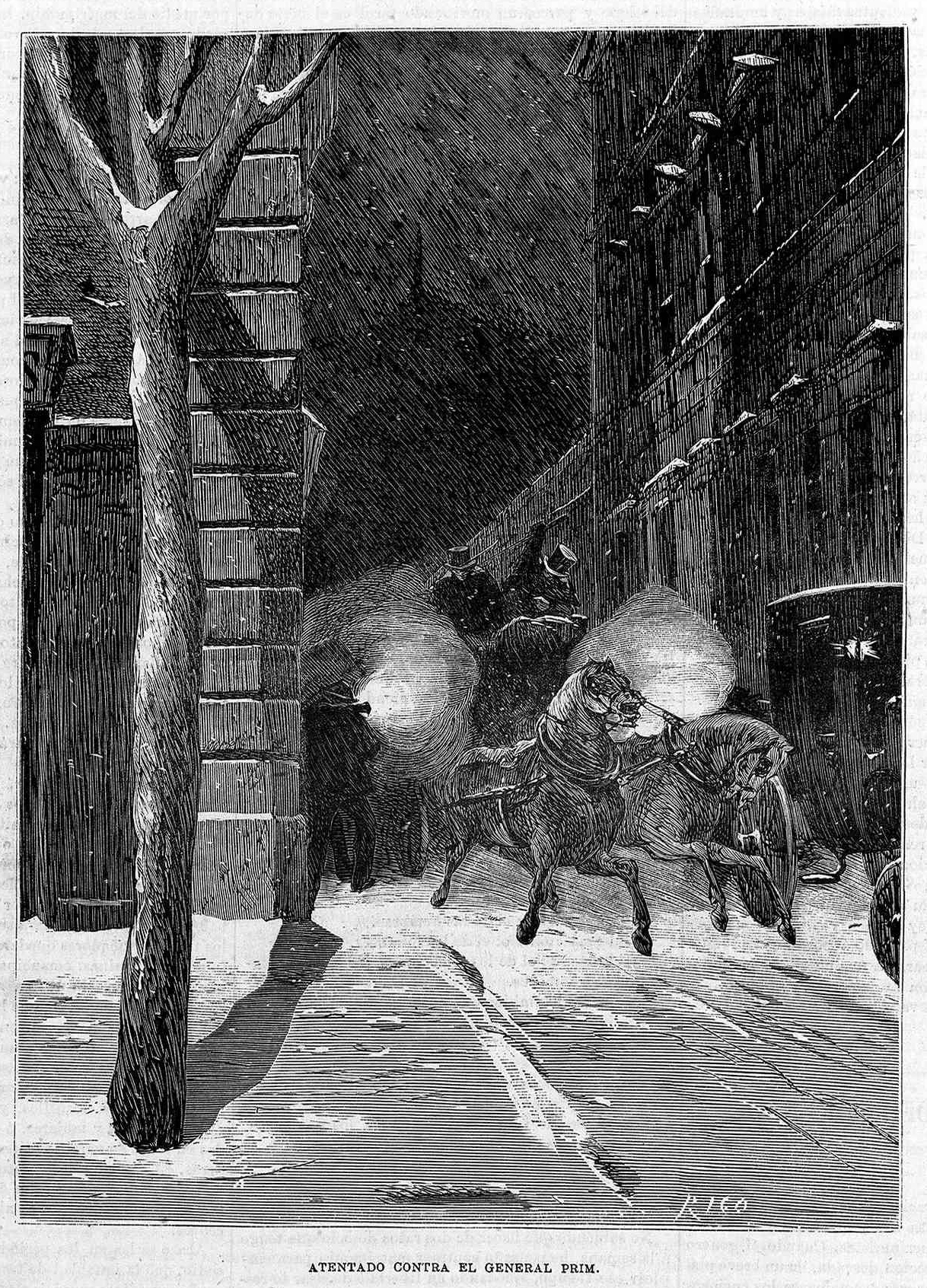
Atentando contra Prim, en La Ilustración de Madrid, 1871.

Luego los asesinos ordenaron que se abriera la barrera de dos vehículos que bloqueaba el paso. El cochero de Prim salió con su vehículo, y al pasar por la calle de Alcalá observó que había un dispositivo similar al que acababa de sorprenderles en la calle del Turco, que no entró en acción.
Se dirigieron a toda prisa hacia el Ministerio de la Guerra. Al llegar a palacio los dos heridos descendieron de la berlina, ayudados por Moya y el cochero. El general subió por su propio pie la escalerilla del ministerio, apoyándose en la barandilla con la mano afectada, y dejando en el suelo un reguero de sangre. Al encontrarse con su esposa forzó un gesto tranquilizador para decirle que sus heridas no revestían gravedad.
Cuando llegaron los médicos apreciaron rápidamente los destrozos en los dedos de la mano derecha, de tal envergadura que fue preciso amputar de inmediato la primera falange del anular, quedando en peligro de amputación el índice. Aunque lo más preocupante era el «trabucazo» que el general presentaba en el hombro izquierdo. Le habían alojado al menos ocho balas en la carne. Los cuidados médicos se prolongaron hasta la madrugada. A las dos de la mañana se le habían extraído siete balas.
Nandín, el ayudante, fue trasladado a la casa de socorro más cercana, donde se le diagnosticó que perdería el movimiento de la mano, que le quedaría seca e inservible, pero que quizá —le dijeron— no tendrían que amputársela. Entretanto, las noticias difundidas mentían sobre la gravedad de las lesiones: se quería que fuesen tranquilizadoras, en un momento en que era preciso mantener la calma en el país. Aun cuando las heridas no eran demasiado graves, el hecho de que se infectaran le provocaría la muerte tres días después. El motivo de la infección fue la introducción en su pecho de retazos del abrigo de piel de oso que llevaba por el frío, y que provocaron una sepsis. El estudio de las fotografías del cuerpo por parte del criminólogo José Romero Tamaral, y del mismo cuerpo por parte de la forense María del Mar Robledo, llevaron a la conclusión de que fue rematado por estrangulamiento. Esta hipótesis fue descartada posteriormente por una comisión de la Universidad Complutense y de la Universidad de Alcalá.

### La autoría

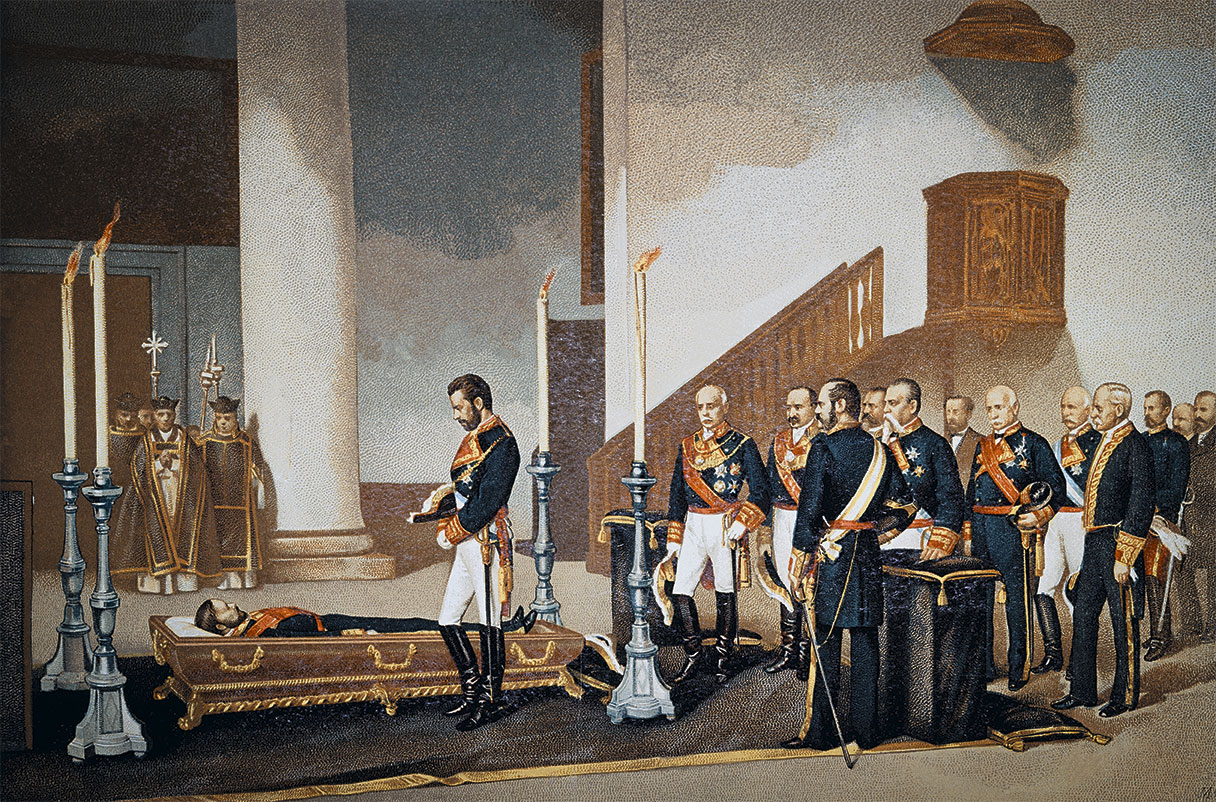
Amadeo I frente al féretro del general Prim. Cromolitografía de Manuel Giménez por pintura de Antonio Gisbert, 1870 (Museo de Historia de Madrid).

Algunos indicios señalan al duque de Montpensier y al regente general Francisco Serrano como instigadores y al republicano José Paúl y Angulo como ejecutor con otros nueve hombres. El estudio del abogado reusense Antonio Pedrol Rius aclaró en 1960 el misterio de su asesinato en cuanto a autores materiales (Paúl y Angulo y otros republicanos), pero en cuanto a los instigadores nada podría demostrarse sin duda razonable, pues los indicios sobre Montpensier y Serrano se basaban en que los asesinos fueron reclutados por sus hombres de confianza. Gracias al promotor fiscal, Joaquín Vellando, así como a las declaraciones de Solís y Eustaquio Pérez, se localizan dos dictámenes: el primero, en el que se estima, el 9 de septiembre de 1871, «que aparecía en primer término la responsabilidad del Excmo. duque de Montpensier, contra quien debe dirigirse el procedimiento como principal autor del complot que tuvo por objeto el asesinato del Excmo. Sr. D. Juan Prim». En el segundo, el 12 de junio de 1872, solicita, además, «prisión del Excmo. Sr. duque de Montpensier». Si Prim aceptó dinero del duque para preparar su pronunciamiento, que apoyara la coronación del duque de Aosta, hijo del rey de Italia, debió hacer que lo considerara como un traidor y es posible que él o su secretario, el muy católico e hispanista Antoine de Latour, haya sido uno de los instigadores del asesinato.
En 2007, el historiador Josep Fontana afirmó que sigue siendo un misterio quiénes fueron los autores. Se culpó de inmediato al diputado republicano federal y rico comerciante de vinos de Jerez José Paúl y Angulo, porque esa misma tarde en la sesión de las Cortes tras un duro debate le había despedido diciendo «Mi general, a cada cerdo le llega su san Martín», y también porque se dijo que su voz la había oído Prim durante el atentado. Años más tarde Paúl y Angulo acusaría al general Serrano y al duque de Montpensier, hipótesis que no está descartada. En el caso del general Serrano porque el jefe de su escolta resultó implicado en el crimen y porque cuando presidió el primer gobierno de la Monarquía de Amadeo I al mes siguiente no puso mucho empeño en investigar el crimen –la viuda de Prim parece que creyó en su culpabilidad, especialmente cuando oyó las palabras del propio Prim que dijo: «No lo sé; pero no me matan los republicanos»–. En cuanto al duque de Montpensier, este culpaba a Prim de no haber conseguido la Corona y «ya había organizado algunos intentos anteriores de atentado contra él, que se frustraron por delaciones». También existe la posibilidad de que detrás del atentado estuvieran los hombres de negocios con intereses en Cuba, que temían los cambios que podía introducir Prim en la política colonial. De hecho en Cuba se daba por seguro que «el gatillo se apretó desde La Habana».

### Sepultura, exhumación y autopsia

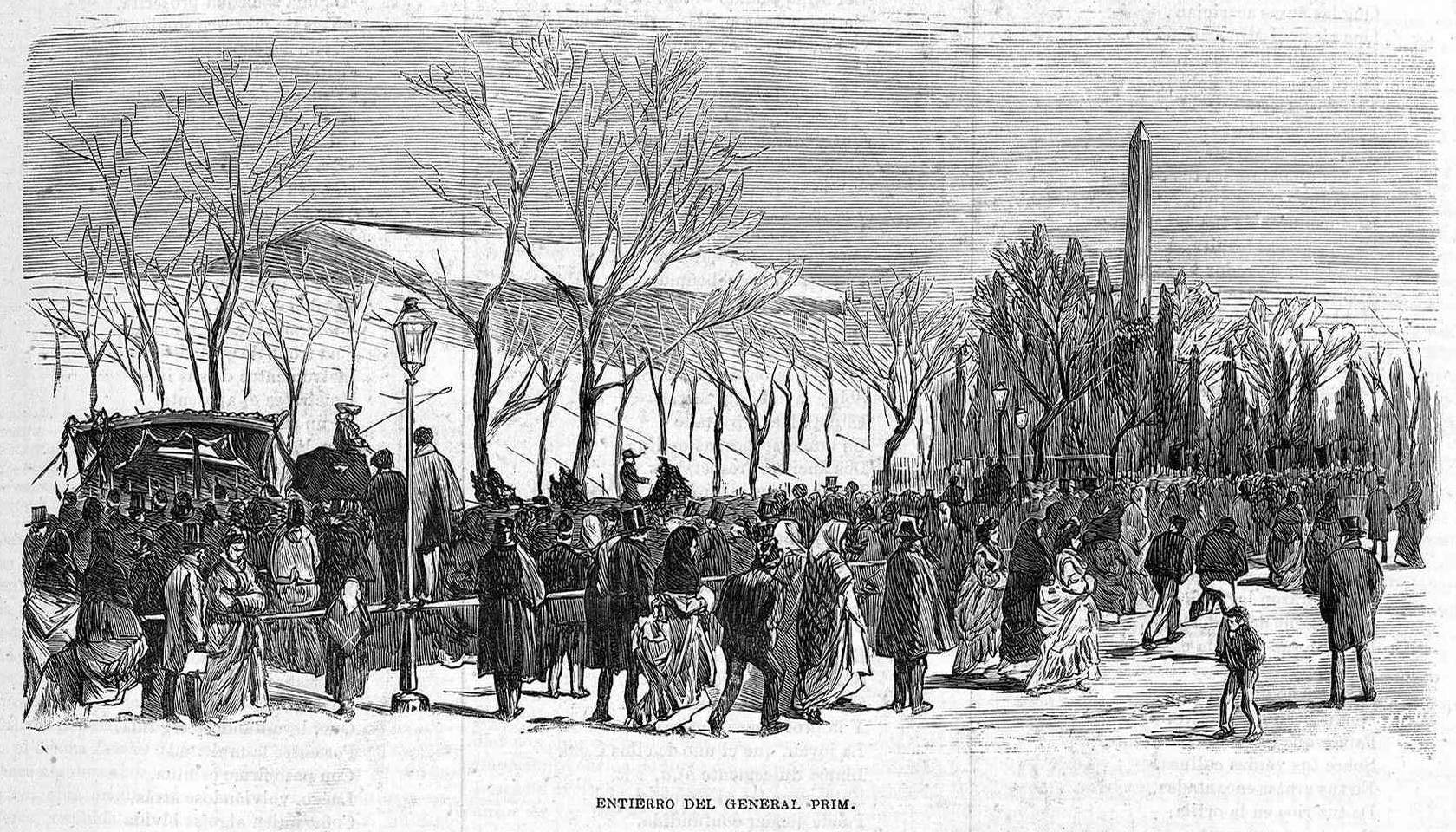
Entierro de Juan Prim, en La Ilustración de Madrid, 1871.

Sepultado en un primer momento en el Panteón de Hombres Ilustres de Madrid, sus restos mortales fueron trasladados a su localidad natal, Reus, en 1971.

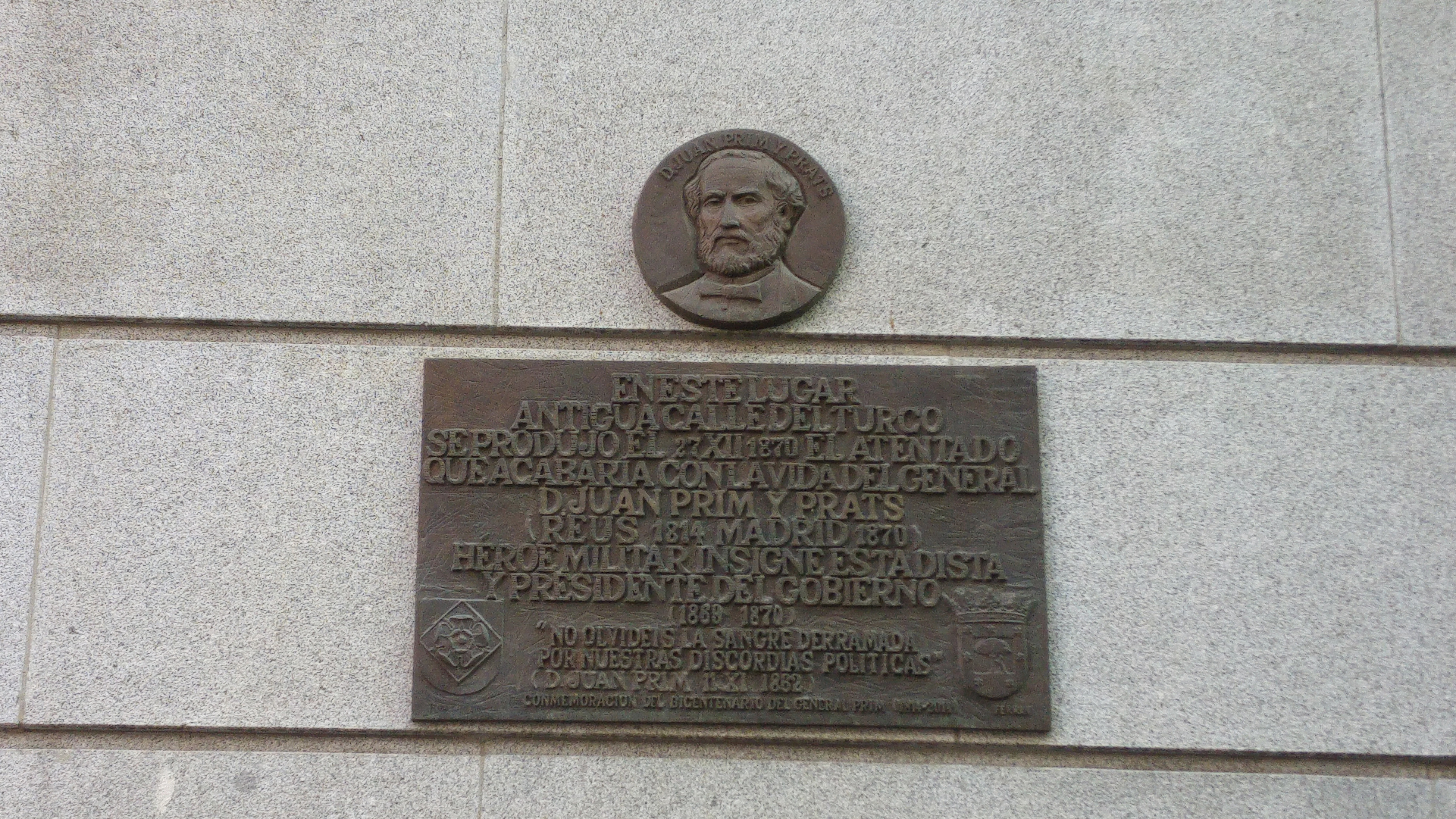
Placa en recuerdo del asesinato de Juan Prim, en la actual Calle del Marqués de Cubas.

En 2012, se realizó una exhumación del cadáver de Juan Prim, que se encontraba momificado. El experto en crimen organizado, delitos artísticos y fotógrafo científico Ioannis Koutstourais tomó fotos de la momia que fueron analizadas por el investigador policial y profesor de Investigación José Romero Tamaral, quien descubrió marcas en el cuello de estrangulamiento a lazo. La forense María del Mar Robledo estudió estas marcas en la momia y confirmó esta teoría. Otros estudios niegan esta posibilidad.

## Familia
El general Juan Prim se casó en París con Francisca Agüero y González (21 de mayo de 1821-12 de febrero de 1889), hija de un conocido banquero mexicano de la época, el 3 de mayo de 1856. El matrimonio fue feliz mientras duró, y del que tuvieron tres hijos:
- El primero murió antes, siquiera, de que le pusieran un nombre.

- Juan Prim y Agüero (1858-1930), militar que llegó al grado de general de brigada, y que heredaría de su padre los títulos de conde de Reus y vizconde del Bruch además del marquesado de los Castillejos (convertido en ducado por Amadeo I en conmemoración por los servicios prestados en la guerra de África por el general Prim y concedido por la reina Isabel II).

- Isabel Prim y Agüero (1862-1927), que heredaría el título de duquesa de Prim, creado por Amadeo I para la viuda del general (estableciendo que quien lo heredase sería su hija), estuvo casada con Fernando de Heredia.

## Heráldica
|  | El escudo de Juan Prim está blasonado así: De gules, una hiedra de oro superada de una estrella de oro. |

## Huella literaria

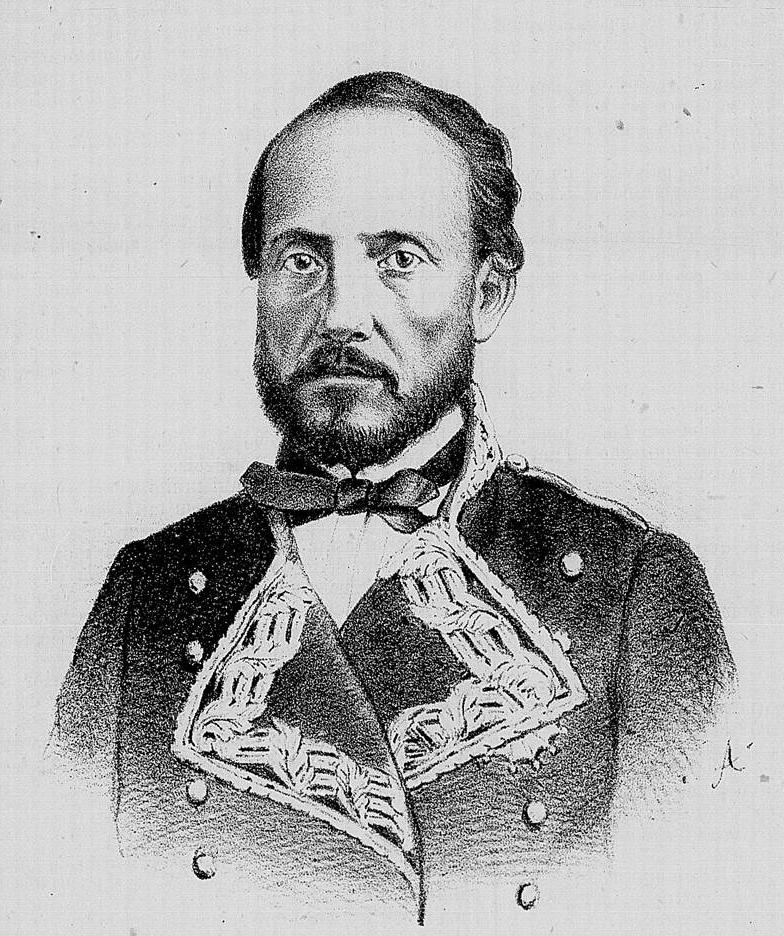
General Prim (1868)

Ya durante su propia vida, la figura de Prim despertó el interés de los biógrafos, pero también fue tema frecuente para la novela histórica española y extranjera de los siglos XIX, XX y XXI. 
Louis Blairet escribió Le général Prim (París, 1868) y Benito Pérez Galdós centró en este personaje el trigésimo noveno de sus Episodios nacionales, Prim (1906), así como Francisco Agramonte su Prim. La novela de un gran liberal de antaño (1931). En el siglo XXI han escrito novelas sobre su figura y muerte Ian Gibson (La berlina de Prim, 2012) y José Calvo Poyato (Sangre en la calle del Turco, 2011) entre otros. 
También se escribieron textos biográficos, como el de Víctor Balaguer (Prim: vida militar y política de este general, 1860) o el anónimo de 1866 (Biografía del general don Juan Prim, conde de Reus y margués de los Castillejos), la relación de su asesinato por parte de Roque Barcia, la biografía de Francisco José Orellana (Historia del general Prim, 1871), la investigación de Antonio Pedrol Rius Los asesinos del general Prim (1960).
En 2014 se estrenó por Televisión Española un telefilm que refleja los acontecimientos que rodearon al magnicidio de Prim, titulado Prim, el asesinato de la calle del Turco, con Francesc Orella dando vida al personaje.